# Brasília
Brasília (AFI: [bɾaˈzilja] ou AFI: [bɾaˈziʎa]) é a capital federal do Brasil e a sede de governo do Distrito Federal. A capital está localizada na região Centro-Oeste do país, ao longo da região geográfica conhecida como Planalto Central. Segundo o Censo do Instituto Brasileiro de Geografia e Estatística (IBGE)/2022, sua população é de 2 817 381 habitantes, sendo, então, a terceira cidade mais populosa do país, sem contar os da região metropolitana. Brasília é também a quarta concentração urbana mais populosa do Brasil. A capital brasileira é a maior cidade do mundo construída no século XX.
A cidade possui o maior produto interno bruto per capita em relação às capitais, o quarto maior entre as principais cidades da América Latina e cerca de três vezes maior que a renda média brasileira. Como capital nacional, Brasília abriga a sede dos três poderes da República (Executivo, Legislativo e Judiciário) e 127 embaixadas estrangeiras. A política de planejamento da cidade, como a localização de prédios residenciais em grandes áreas urbanas, a construção de enormes avenidas que atravessam a cidade e a sua divisão em setores tem provocado debates sobre o estilo de vida nas grandes cidades no século XX. O projeto da cidade a divide em blocos numerados, além de setores para atividades pré-determinadas, como o Setor Hoteleiro, Bancário ou de Embaixadas.
O plano urbanístico original da capital, conhecido como "Plano Piloto" (nome que seria dado à região administrativa onde fica localizada), foi elaborado pelo urbanista e arquiteto Lúcio Costa, que, aproveitando o relevo da região, adequou-o ao projeto do lago Paranoá, concebido em 1893 pela Missão Cruls. A cidade começou a ser planejada e desenvolvida em 1956 por Lúcio Costa, pelo também arquiteto Oscar Niemeyer e pelo engenheiro estrutural Joaquim Cardozo. Inaugurada em 21 de abril de 1960, pelo então presidente Juscelino Kubitschek, Brasília tornou-se formalmente a terceira capital do Brasil, após Salvador e Rio de Janeiro. Vista de cima, a principal área da cidade é descrita frequentemente como tendo o formato de um avião, mas a proposta inicial de Lúcio Costa era de que se assemelhasse ao sinal da cruz, e um dos eixos foi depois arqueado para se adaptar ao relevo da região.
A cidade tem um estatuto único no Brasil, já que é uma divisão administrativa distinta de um município legal, como outras cidades brasileiras, semelhante ao que acontece com Washington, D.C., nos Estados Unidos, e com Camberra, na Austrália. A cidade, comumente referida como "Capital Federal" ou "BSB", é considerada um Patrimônio Mundial pela UNESCO, desde 7 de dezembro de 1987, devido ao seu conjunto arquitetônico e urbanístico e possui a maior área tombada do mundo, com 112,5 quilômetros quadrados.

## Gentílico

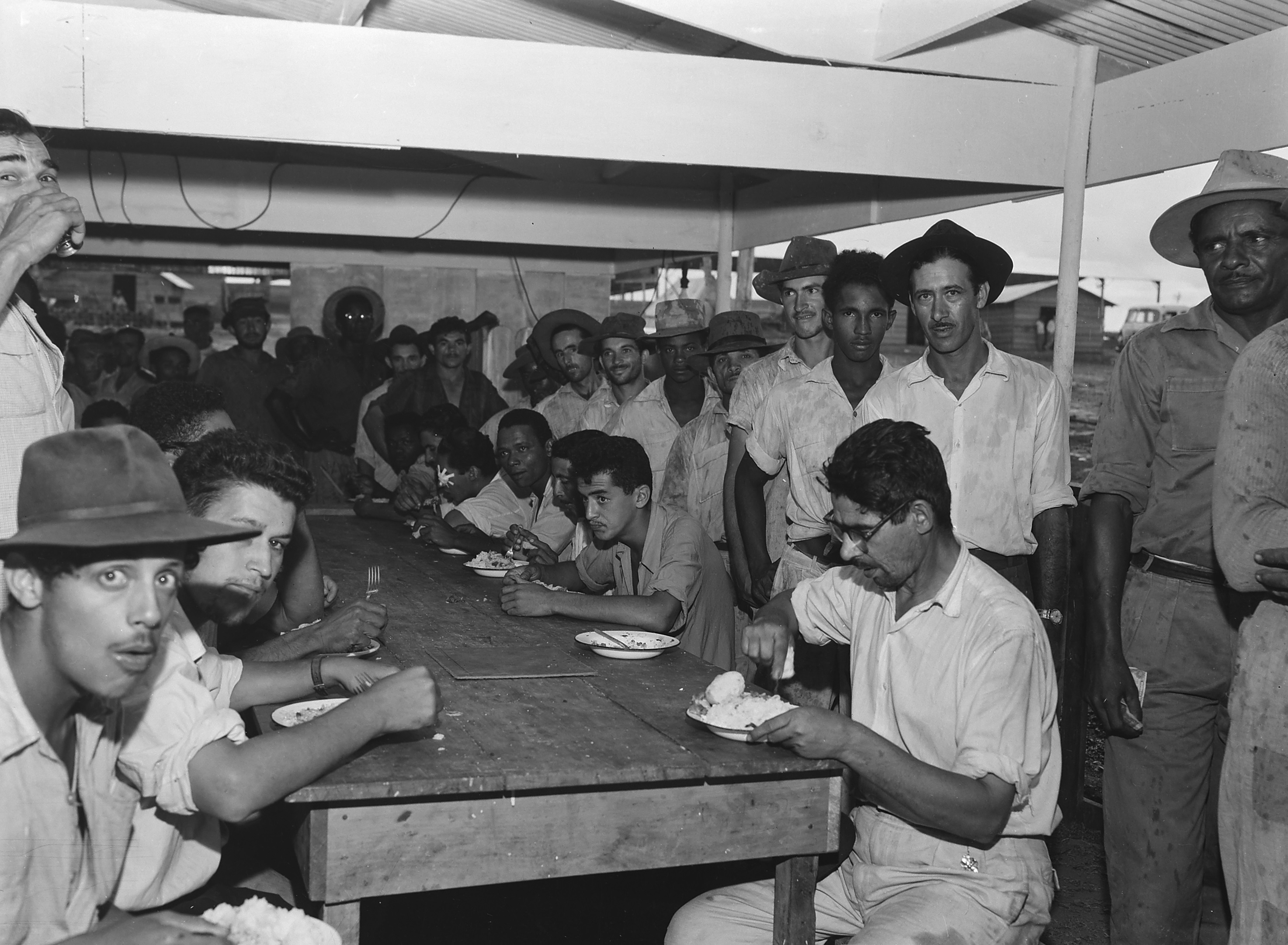
Candangos, os construtores de Brasília (Arquivo Nacional, 1959)

"Brasiliense" é o nome que se dá a quem nasceu em Brasília. "Candango" é outro termo utilizado para designar os brasilienses, sendo, originalmente, usado para se referir aos trabalhadores que, em sua maioria provenientes da Região Nordeste do Brasil, migravam à futura capital para trabalhar em sua construção. Uma das vertentes etimológicas diz que o termo "candango" vem do termo quimbundo kangundu, diminutivo de kingundu (ruim, ordinário, vilão). Era o termo usado pelos africanos para designar os portugueses.
De acordo com o dicionário Michaelis, "candango" significa: "trabalhador, estudante vindo de fora da região para estabelecimento de residência. Nome com que se designam os trabalhadores comuns que colaboraram na construção de Brasília".

## História

### Primórdios
Antes da chegada dos europeus ao continente americano, a porção central do Brasil era ocupada por indígenas do tronco linguístico macro-jê, como os acroás, os xacriabás, os xavantes, os caiapós, os javaés, etc.
No século XVIII, a atual região ocupada pelo Distrito Federal brasileiro, próxima à linha do Tratado de Tordesilhas, que dividia os domínios portugueses dos espanhóis, tornou-se rota de passagem para os garimpeiros de origem portuguesa em direção às minas de Mato Grosso e Goiás. Data dessa época a fundação do povoado de São Sebastião de Mestre d'Armas (atual região administrativa de Planaltina, no Distrito Federal).
Em 1761, o marquês de Pombal, então primeiro-ministro de Portugal, propôs mudar a capital do império português para o interior do Brasil Colônia. O jornalista Hipólito José da Costa, fundador do Correio Braziliense, primeiro jornal brasileiro, editado em Londres, redigiu, em 1813, artigos em defesa da interiorização da capital do país para uma área "próxima às vertentes dos caudalosos rios que se dirigem para o norte, sul e nordeste". José Bonifácio, o Patriarca da Independência, foi a primeira pessoa a se referir à futura capital do Brasil, em 1823, como "Brasília".

### Idealização
Desde a primeira constituição republicana, de 1891, havia um dispositivo que previa a mudança da Capital Federal do Rio de Janeiro para o interior do país, determinando como "pertencente à União, no Planalto Central da República, uma zona de 14 400 quilômetros quadrados, que será oportunamente demarcada, para nela estabelecer-se a futura Capital Federal". Fato interessante dessa época foi o sonho premonitório do padre italiano São João Bosco, no qual disse ter visto uma terra de riquezas e prosperidade situada próxima a um lago e entre os paralelos 15 e 20 do Hemisfério Sul. Acredita-se que o sonho do padre tenha sido uma profecia sobre a futura capital brasileira, pelo qual o padre, posteriormente canonizado, tornou-se o padroeiro de Brasília.
No ano de 1891, foi nomeada a Comissão Exploradora do Planalto Central do Brasil, liderada pelo astrônomo Luís Cruls e integrada por médicos, geólogos e botânicos, que fizeram um levantamento sobre a topografia, o clima, a geologia, a flora, a fauna e os recursos materiais da região do Planalto Central. A área ficou conhecida como Quadrilátero Cruls e foi apresentada em 1894 ao governo republicano. A comissão designava Brasília com o nome de "Vera Cruz".
Em 1922, no ano do Centenário da Independência do Brasil, o deputado Americano do Brasil apresentou um projeto à Câmara incluindo entre as comemorações a serem celebradas o lançamento da Pedra Fundamental da futura capital, no Planalto Central. O então presidente da república, Epitácio Pessoa, baixou o Decreto 4 494, de 18 de janeiro de 1922, determinando o assentamento da pedra fundamental e designou, para a realização desta missão, o engenheiro Balduíno Ernesto de Almeida, diretor da estrada de ferro de Goiás, com sede em Araguari, em Minas Gerais. No dia 7 de setembro de 1922, com uma caravana composta por quarenta pessoas, foi assentada a pedra fundamental no Morro do Centenário, na Serra da Independência, situada a nove quilômetros de Planaltina.
Em 1954, o marechal José Pessoa Cavalcanti de Albuquerque foi convidado pelo presidente Café Filho para ocupar a presidência da Comissão de Localização da Nova Capital Federal, encarregada de examinar as condições gerais de instalação da cidade a ser construída. Em seguida, Café Filho homologou a escolha do sítio da nova capital e delimitou a área do futuro Distrito Federal, determinando que a comissão encaminhasse o estudo de todos os problemas relacionados à mudança. A Comissão de Planejamento e Localização da Nova Capital, sob a Presidência de José Pessoa, foi a responsável pela exata escolha do local onde hoje se ergue Brasília.
A idealização do plano-piloto também foi obra da mesma comissão que, em robusto relatório, redigido pelo Marechal José Pessoa, de título "Nova Metrópole do Brasil" e entregue ao Presidente Café Filho, detalhando os pormenores do arrojado planejamento que se realizou.

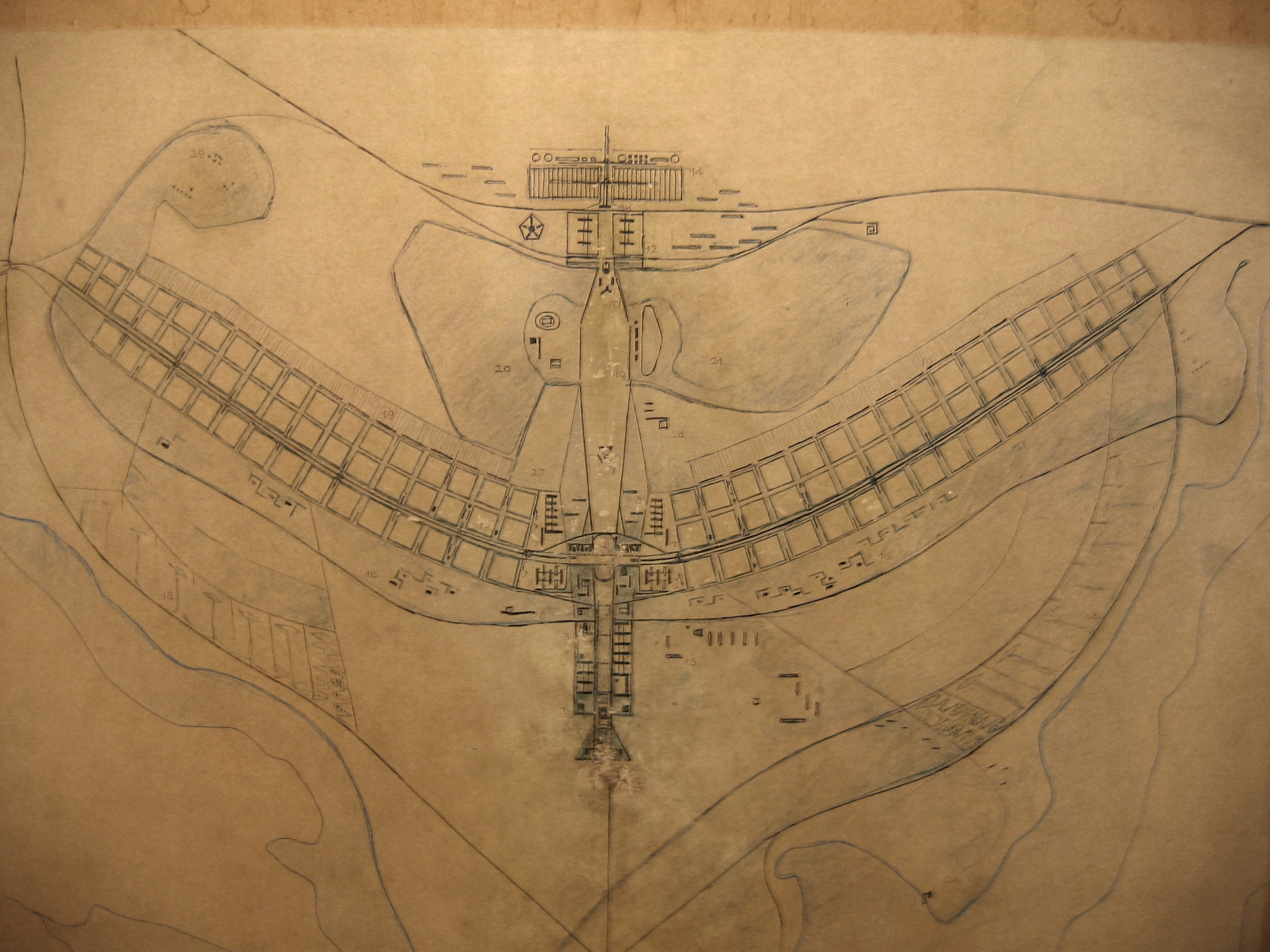
Plano Piloto de Brasília, projetado pelo urbanista Lúcio Costa.

O marechal José Pessoa não imaginou o nome da capital como Brasília, mas sim Vera Cruz, de modo a caracterizar o sentimento de um povo que nasceu sob o signo da Cruz de Cristo e estabelecendo ligação com o primeiro nome dado pelos descobridores portugueses. O plano elaborado respeitava uma determinada interpretação da história e não descaracterizava as tradições brasileiras. Grandes avenidas chamar-se-iam "Independência", "Bandeirantes", etc., diferentes, portanto, das atuais siglas alfanuméricas de Brasília, como W3, SQS, SCS, SMU e outras.
Por discordâncias com o presidente Juscelino Kubitschek, o marechal José Pessoa abandonou a presidência da comissão, tendo sido sucedido pelo coronel do exército Ernesto Silva, que era o secretário da comissão. Ernesto Silva, que também era médico, foi nomeado na sequência presidente da Comissão de Planejamento da Construção e da Mudança da Capital Federal (1956) e Diretor da Companhia Urbanizadora da Nova Capital – Novacap (1956/61), tendo assinado o Edital do Concurso do Plano Piloto, em 1956, publicado no Diário Oficial da União no dia 30 de setembro de 1956.

### Planejamento e construção

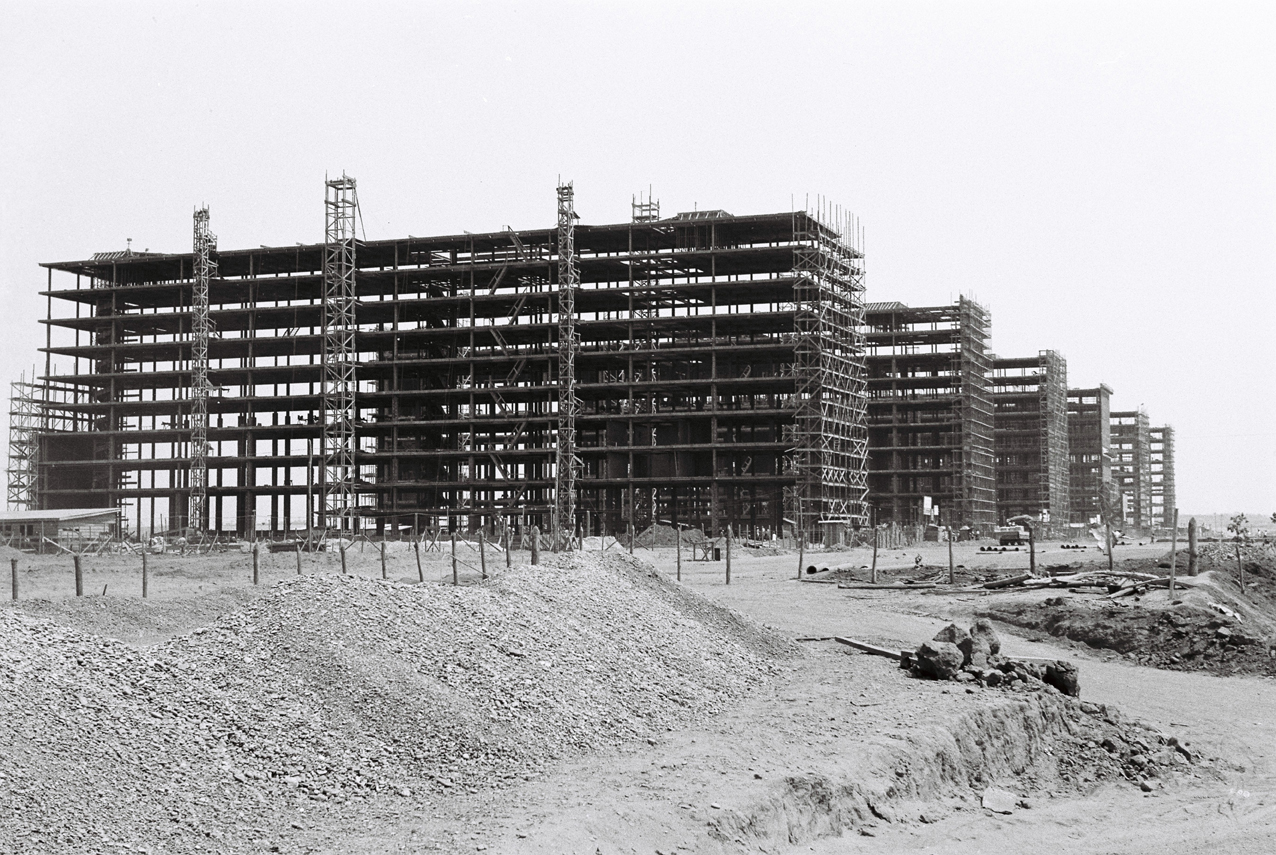
Construção da Esplanada dos Ministérios em 1959.

No ano de 1955, durante um comício na cidade goiana de Jataí, o então candidato à presidência, Juscelino Kubitschek, foi questionado por um eleitor se respeitaria a constituição, interiorizando a capital federal, ao que Juscelino afirmou que transferiria a capital. Eleito, Juscelino estabeleceu a construção de Brasília como "meta-síntese" de seu "Plano de Metas".
O traçado de ruas de Brasília obedece ao plano piloto implantado pela empresa Novacap a partir de um anteprojeto do arquiteto Lúcio Costa, escolhido através de concurso público nacional. O arquiteto Oscar Niemeyer e o engenheiro estrutural Joaquim Cardozo projetaram os principais prédios públicos da cidade. Para fazer a transferência simbólica da capital do Rio para Brasília, Juscelino fechou solenemente os portões do Palácio do Catete, então transformado em Museu da República, às 9 da manhã do dia 21 de abril de 1960, ao que a multidão reagiu com aplausos. A cidade de Brasília foi inaugurada no mesmo dia e mês em que ocorreu a execução de Joaquim José da Silva Xavier, líder da Inconfidência Mineira, e a fundação de Roma.
O princípio básico das estratégias políticas de Juscelino Kubitschek, segundo o próprio, era apropriado do moralista francês Joseph Joubert, para quem "não devemos cortar o nó que podemos desatar". Com base nessa máxima, Kubitschek viabilizou a construção de Brasília, oferecendo várias benesses à oposição, criando fatos consumados e queimando etapas. Apesar de a cidade ter sido construída em tempo recorde, a transferência efetiva da infraestrutura governamental só ocorreu durante os governos militares, já na década de 1970. Todavia, ainda no século XXI, muitos órgãos do governo federal brasileiro continuam sediados na cidade do Rio de Janeiro. O efeito provocado pelo modernismo da cidade recém-construída foi resumido pela declaração do cosmonauta Yuri Gagarin, primeiro homem a viajar para o espaço, ao visitá-la em 1961: "Tenho a impressão de que estou desembarcando num planeta diferente, não na Terra".
Alguns dos fatores que mais influenciaram a transferência da capital foram a segurança nacional, pois acreditava-se que, com a capital no litoral, ela estava vulnerável a ataques estrangeiros (argumento militar-estratégico que teve como precursor Hipólito José da Costa), e uma interiorização do povoamento e do desenvolvimento e integração nacional, já que, devido a fatores econômicos e históricos, a população brasileira concentrou-se na faixa litorânea, ficando o interior do país pouco povoado. Assim, a transferência da capital para o interior forçaria o deslocamento de um contingente populacional e a abertura de rodovias, ligando a capital às diversas regiões do país, o que levaria a uma maior integração econômica. Planejada para ter uma população de 500 mil habitantes no ano 2000, a população de Brasília já atingia 1,515 milhão de habitantes em 1991, considerando-se todo o Distrito Federal. Brasília é hoje a terceira cidade mais populosa do Brasil, depois de São Paulo e Rio de Janeiro, além da quinta concentração urbana mais populosa do país, superada apenas por São Paulo, Rio de Janeiro, Belo Horizonte e Recife.

## Geografia

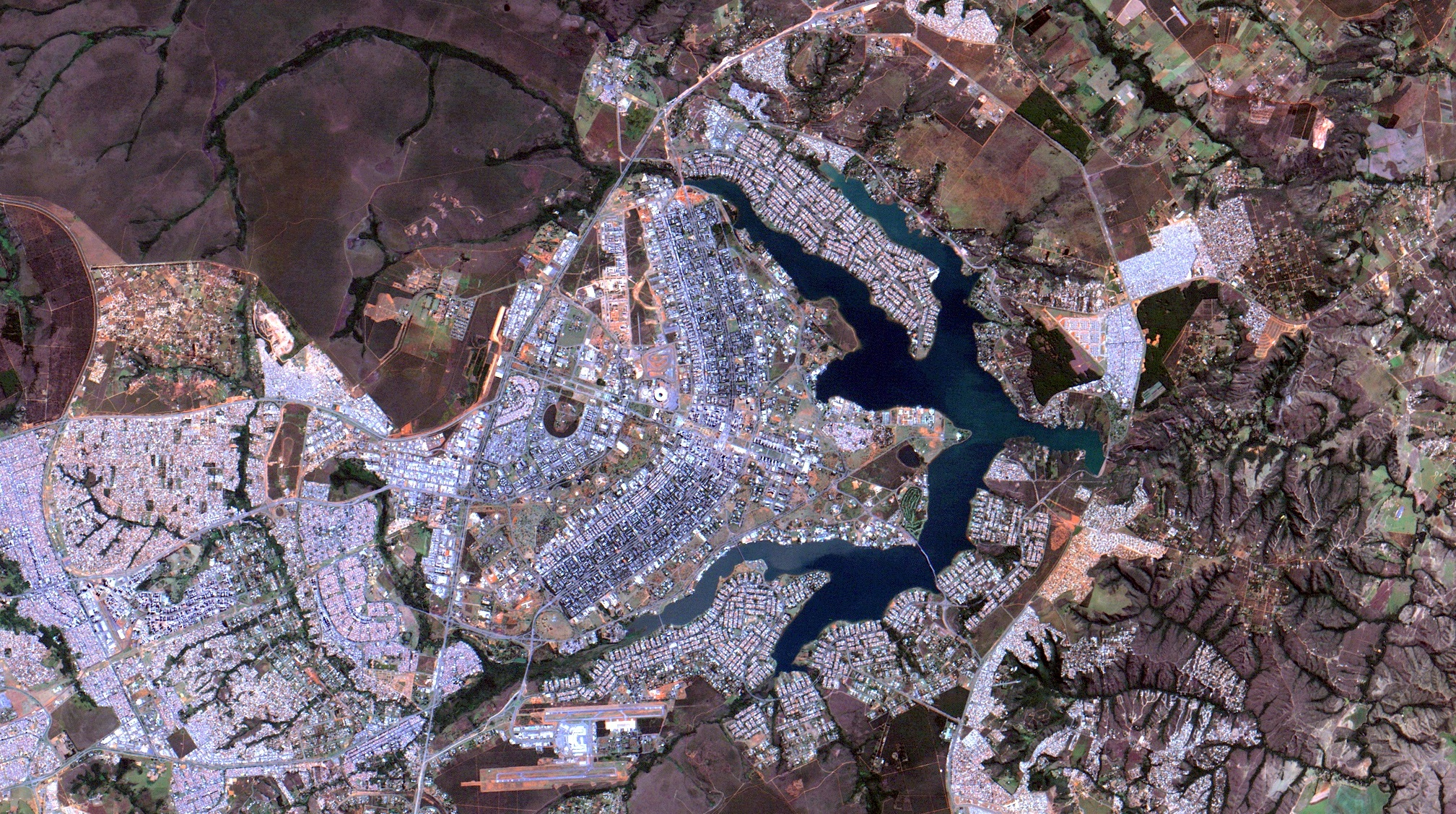
Imagem de satélite de Brasília em 2018, mostrando a área urbana do Plano Piloto e toda a extensão do Lago Paranoá.

Brasília se localiza a altitudes entre 1 000 e 1 200 metros acima do nível do mar, no chamado Planalto Central, cujo relevo é, na maior parte, plano, apresentando algumas leves ondulações. A flora corresponde à predominantemente típica do domínio do cerrado.
A fim de aumentar a quantidade de água disponível para a região, foi realizado o represamento de um dos rios da região, o rio Paranoá, para a construção de um lago artificial, o Lago Paranoá. O lago, com mais de cem quilômetros de extensão, faz Brasília ser um dos maiores polos náuticos do país e é frequentado por praticantes de wakeboard, remo e pesca profissional.
De acordo com a divisão do Instituto Brasileiro de Geografia e Estatística (IBGE) vigente desde 2017, Brasília pertence às regiões geográficas intermediária e imediata do Distrito Federal. Até então, com a vigência das divisões em microrregiões e mesorregiões, fazia parte da microrregião de Brasília, que por sua vez estava incluída na mesorregião do Distrito Federal.

### Clima

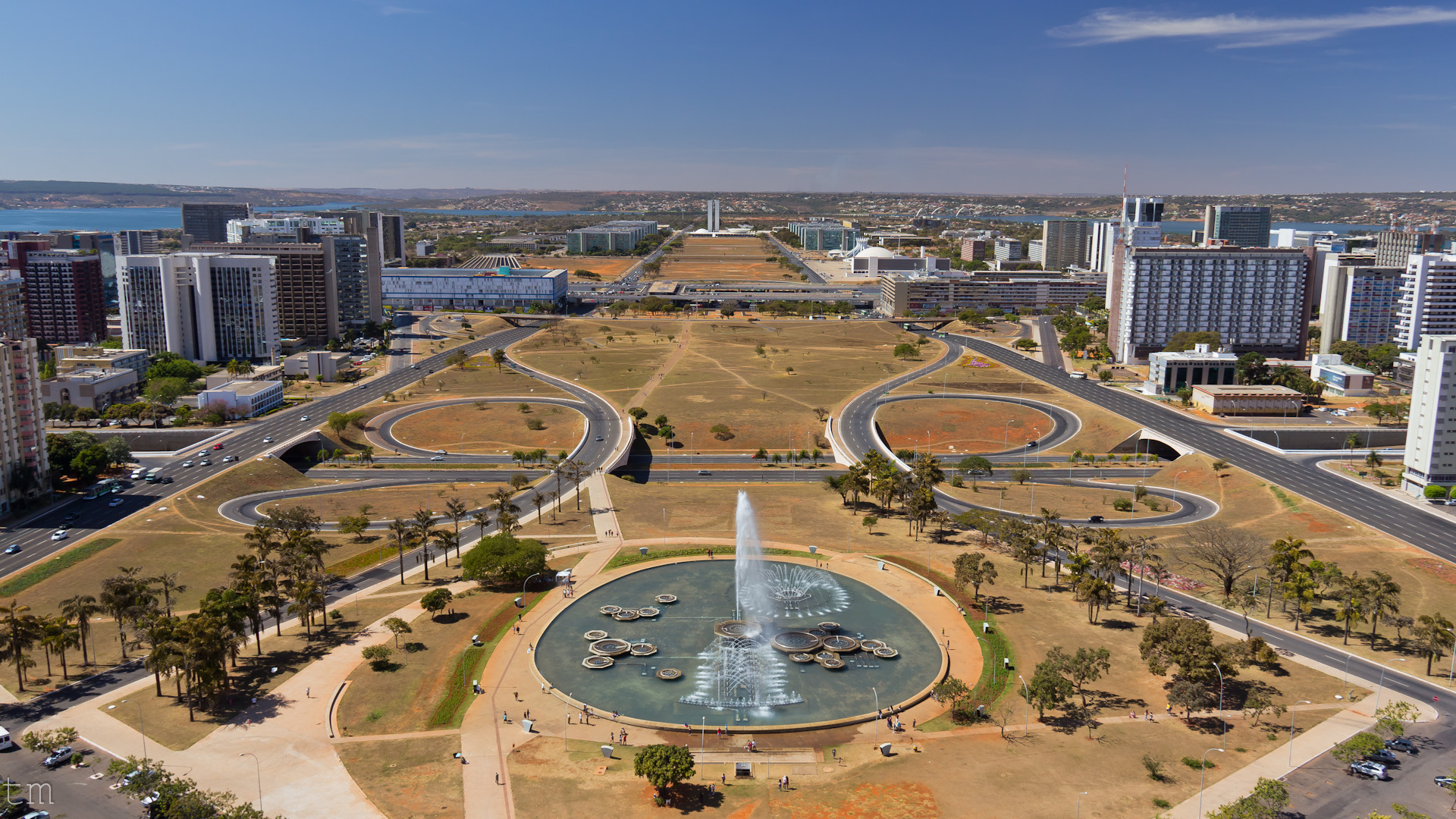
Brasília durante uma tarde característica da estação seca, que dura de maio a setembro, quando são comuns baixos índices de umidade do ar e os eventos de chuva são escassos.

O clima de Brasília é considerado tropical com estação seca (do tipo Aw na classificação climática de Köppen-Geiger), A temperatura média anual é de aproximadamente 21 °C; a estação com precipitação possui céu encoberto e a estação seca possui céu quase sem nuvens. Durante o ano inteiro o clima é morno. Ao longo do ano, normalmente, a temperatura mínima nos meses mais frios é de 14 °C e a temperatura máxima nos meses mais quentes é de 29 °C e raramente são inferiores a 10 °C ou superiores a 32 °C.
No decorrer da estação chuvosa, que começa em outubro e termina em abril, as precipitações ocorrem sob a forma de chuva e, algumas vezes, de granizo, podendo ainda virem acompanhadas de raios e trovoadas. Durante a estação seca, entre maio e setembro, é comum que os níveis de umidade relativa do ar (URA) fiquem muitas vezes abaixo de 30%, bem abaixo do ideal considerado pela Organização Mundial da Saúde (OMS), de 60%.
| Maiores acumulados de precipitação em 24 horas registrados em Brasília por meses (INMET, 21/08/1961-presente) | Maiores acumulados de precipitação em 24 horas registrados em Brasília por meses (INMET, 21/08/1961-presente) | Maiores acumulados de precipitação em 24 horas registrados em Brasília por meses (INMET, 21/08/1961-presente) | Maiores acumulados de precipitação em 24 horas registrados em Brasília por meses (INMET, 21/08/1961-presente) | Maiores acumulados de precipitação em 24 horas registrados em Brasília por meses (INMET, 21/08/1961-presente) | Maiores acumulados de precipitação em 24 horas registrados em Brasília por meses (INMET, 21/08/1961-presente) |
| Mês | Acumulado | Data | Mês | Acumulado | Data |
| --- | --- | --- | --- | --- | --- |
| Janeiro | 99,6 mm | 20/01/2016 | Julho | 80,7 mm | 13/07/1990 |
| Fevereiro | 110,7 mm | 28/02/2005 | Agosto | 68 mm | 29/08/1984 |
| Março | 111,8 mm | 31/03/1964 | Setembro | 77,4 mm | 03/09/1970 |
| Abril | 131 mm | 21/04/1992 | Outubro | 103,1 mm | 27/10/2006 |
| Maio | 73,6 mm | 03/05/1969 | Novembro | 132,8 mm | 15/11/1963 |
| Junho | 29,8 mm | 24/06/1965 | Dezembro | 106,8 mm | 22/12/1963 |

Segundo dados da estação convencional do Instituto Nacional de Meteorologia (INMET) de Brasília, instalada na sede do instituto (Sudoeste) desde 21 de agosto de 1961, a menor temperatura registrada foi de 1,6 °C em 18 de julho de 1975 e a maior atingiu 36,4 °C nos dias 18 de outubro de 2015 e 8 de outubro de 2020. O maior acumulado de precipitação em 24 horas foi de 132,8 mm em 15 de novembro de 1963. O recorde de dias sem chuva ocorreu em 2024, com 167 dias consecutivos, sendo o recorde anterior de 1963, com 163 dias.
Outros acumulados iguais ou superiores a 100 mm foram: 131 mm em 21 de abril de 1992, 111,8 mm em 31 de março de 1964, 110,7 mm em 28 de fevereiro de 2005, 106,8 mm em 22 de dezembro de 1963, 103,1 mm em 27 de outubro de 2006 e 102,1 mm em 29 de outubro de 2000. Em janeiro de 1979, foram registrados 602,4 mm de precipitação, o maior acumulado mensal desde então, seguido por 526,4 mm em outubro de 2006.
Desde maio de 2000, quando o INMET instalou uma estação meteorológica no mesmo lugar, o menor índice de URA foi de 10% em 7 de agosto de 2002, setembro de 2011 (nos dias 6 e 7), 4 de outubro de 2020 e 3 de setembro de 2024. Por sua vez, a rajada de vento mais forte alcançou 26,4 m/s (95 km/h) na tarde de 1 de outubro de 2014, dia em que também foi registrada pela primeira vez a formação de um tornado, na região do Aeroporto JK. Ainda na história meteorológica de Brasília, houve geada em 10 de junho de 1985, quando a temperatura mínima chegou a 3,3 °C, a mais baixa registrada em um mês de junho.
| Dados climatológicos para Brasília (Sudoeste)                                                    | Dados climatológicos para Brasília (Sudoeste) | Dados climatológicos para Brasília (Sudoeste) | Dados climatológicos para Brasília (Sudoeste) | Dados climatológicos para Brasília (Sudoeste) | Dados climatológicos para Brasília (Sudoeste) | Dados climatológicos para Brasília (Sudoeste) | Dados climatológicos para Brasília (Sudoeste) | Dados climatológicos para Brasília (Sudoeste) | Dados climatológicos para Brasília (Sudoeste) | Dados climatológicos para Brasília (Sudoeste) | Dados climatológicos para Brasília (Sudoeste) | Dados climatológicos para Brasília (Sudoeste) | Dados climatológicos para Brasília (Sudoeste) |
| Mês                                                                                              | Jan                                           | Fev                                           | Mar                                           | Abr                                           | Mai                                           | Jun                                           | Jul                                           | Ago                                           | Set                                           | Out                                           | Nov                                           | Dez                                           | Ano                                           |
| ------------------------------------------------------------------------------------------------ | --------------------------------------------- | --------------------------------------------- | --------------------------------------------- | --------------------------------------------- | --------------------------------------------- | --------------------------------------------- | --------------------------------------------- | --------------------------------------------- | --------------------------------------------- | --------------------------------------------- | --------------------------------------------- | --------------------------------------------- | --------------------------------------------- |
| Temperatura máxima recorde (°C)                                                                  | 32,6                                          | 32                                            | 32,1                                          | 31,6                                          | 31,6                                          | 31,6                                          | 30,8                                          | 33                                            | 35,8                                          | 36,4                                          | 34,9                                          | 33,7                                          | 36,4                                          |
| Temperatura máxima média (°C)                                                                    | 26,9                                          | 27,2                                          | 27                                            | 26,8                                          | 26                                            | 25,3                                          | 25,6                                          | 27,4                                          | 29,1                                          | 29                                            | 27                                            | 26,8                                          | 27                                            |
| Temperatura média compensada (°C)                                                                | 21,9                                          | 21,9                                          | 21,8                                          | 21,6                                          | 20,3                                          | 19,3                                          | 19,3                                          | 21                                            | 22,8                                          | 23,1                                          | 21,7                                          | 21,7                                          | 21,4                                          |
| Temperatura mínima média (°C)                                                                    | 18,3                                          | 18,2                                          | 18,2                                          | 17,7                                          | 15,6                                          | 14,2                                          | 13,9                                          | 15,3                                          | 17,6                                          | 18,5                                          | 18,1                                          | 18,3                                          | 17                                            |
| Temperatura mínima recorde (°C)                                                                  | 12,2                                          | 11                                            | 14,5                                          | 10,7                                          | 3,2                                           | 3,3                                           | 1,6                                           | 5                                             | 9                                             | 10,2                                          | 11,4                                          | 13,5                                          | 1,6                                           |
| Precipitação (mm)                                                                                | 206                                           | 179,5                                         | 226                                           | 145,2                                         | 26,9                                          | 3,3                                           | 1,5                                           | 16,3                                          | 38,1                                          | 141,8                                         | 253,1                                         | 241,1                                         | 1 478,8                                       |
| Dias com precipitação (≥ 1 mm)                                                                   | 16                                            | 14                                            | 15                                            | 9                                             | 3                                             | 1                                             | 0                                             | 2                                             | 4                                             | 10                                            | 17                                            | 18                                            | 109                                           |
| Umidade relativa compensada (%)                                                                  | 74,7                                          | 74,2                                          | 76,1                                          | 72,2                                          | 65,4                                          | 58,8                                          | 51                                            | 43,5                                          | 46,4                                          | 58,8                                          | 74,5                                          | 76                                            | 64,3                                          |
| Insolação (h)                                                                                    | 159,6                                         | 158,9                                         | 168,7                                         | 200,8                                         | 237,9                                         | 247,6                                         | 268,3                                         | 273,5                                         | 225,7                                         | 191,3                                         | 138,3                                         | 145                                           | 2 415,6                                       |
| Fonte: INMET (normal climatológica de 1991-2020; recordes de temperatura a partir de 21/08/1961) |                                               |                                               |                                               |                                               |                                               |                                               |                                               |                                               |                                               |                                               |                                               |                                               |                                               |

## Demografia
O ritmo de crescimento populacional na primeira década foi de 14,4% ao ano, com um aumento populacional de 285%. Na década de 1970, o crescimento médio anual foi de 8,1%, com um incremento total de 115,52%. A população total do Distrito Federal, que não deveria ultrapassar 500 000 habitantes em 2000, atingiu esta cota no início da década de 1970, e, entre 1980 e 1991, a população expandiu em mais 32,8%. O Plano Piloto, que, na inauguração, concentrava 48% da população do Distrito Federal, gradativamente perdeu importância relativa, chegando a 13,26% em 1991, passando o predomínio para as cidades-satélites.
Em 2010, o Instituto Brasileiro de Geografia e Estatística indicou 2 570 160 habitantes em todo o Distrito Federal. O Índice de Desenvolvimento Humano é de 0,824 e a taxa de analfabetismo de apenas 4,35%. Brasília também caracteriza-se pela sua desigualdade social, sendo a quarta área metropolitana mais desigual do Brasil e a décima sexta do mundo, segundo um relatório divulgado pela Organização das Nações Unidas.
A população brasiliense é formada por migrantes de todas as regiões brasileiras, sobretudo do Nordeste e do Sudeste, além de estrangeiros que trabalham nas embaixadas espalhadas pela capital. Dados de 2010 apontavam que quase metade da população não nasceu ali, sendo que 1 380 873 (53,73%) eram brasilienses e 1 189 287 (46,27%) de outros locais (incluindo 8 577 estrangeiros, ou 0,33% da população), principalmente de Goiás, Minas Gerais e Bahia.
A região administrativa de Plano Piloto, composta em sua parte urbana pelos bairros residenciais Asa Norte, Asa Sul e Vila Planalto, conta com uma população de 209 855 habitantes (2010) e uma área de 472,12 km², sendo a terceira maior região administrativa do Distrito Federal em termos de população, atrás apenas de Ceilândia (com 402 729 habitantes) e Taguatinga (361 063).
Segundo o censo de 2022, a composição religiosa da cidade era 49,74% católica, 29,21% evangélica ou protestante, 3,27% espírita, 0,85% umbandista ou candomblecista, 0,02% religião tradicional, 4,9% outra religião, 11,27% irreligiosa, 0,61% desconhecida e 0,13% não declarada.

### Região integrada

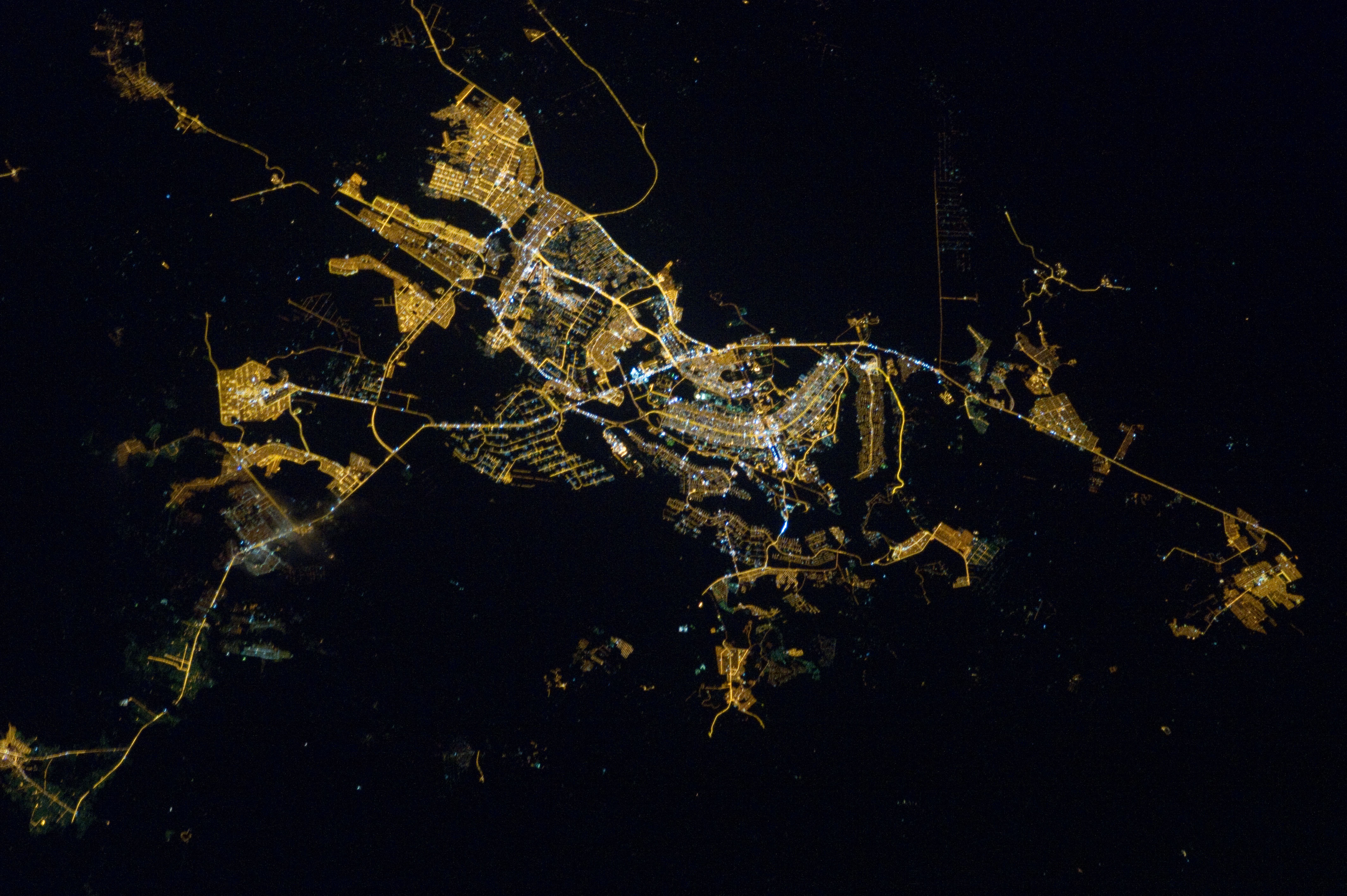
Brasília à noite vista pela STS-32.

Conhecida como RIDE, a Região Integrada de Desenvolvimento do Distrito Federal e Entorno compreende o Distrito Federal mais os municípios goianos de Abadiânia, Água Fria de Goiás, Águas Lindas de Goiás, Alexânia, Alto Paraíso de Goiás, Alvorada do Norte, Barro Alto, Cabeceiras, Cavalcante, Cidade Ocidental, Cocalzinho de Goiás, Corumbá de Goiás, Cristalina, Flores de Goiás, Formosa, Goianésia, Luziânia, Mimoso de Goiás, Niquelândia, Novo Gama, Padre Bernardo, Pirenópolis, Planaltina, Santo Antônio do Descoberto, São João d'Aliança, Simolândia, Valparaíso de Goiás, Vila Boa e Vila Propício, e os municípios mineiros de Arinos, Buritis, Cabeceira Grande e Unaí. Conta com 4 808 484 habitantes sendo a quarta mais populosa região metropolitana do Brasil. (IBGE/2021).
Segundo a geógrafa Nelba Azevedo Penna, do Departamento de Geografia da Universidade de Brasília, "em consequência dos processos de ordenamento de seu território, ocorreu uma intensa expansão da urbanização para a periferia limítrofe ao Distrito Federal, que deu origem à formação da região metropolitana de Brasília (atualmente institucionalizada como Região Integrada de Desenvolvimento do Distrito Federal e Entorno – RIDE)".

### Segurança e criminalidade

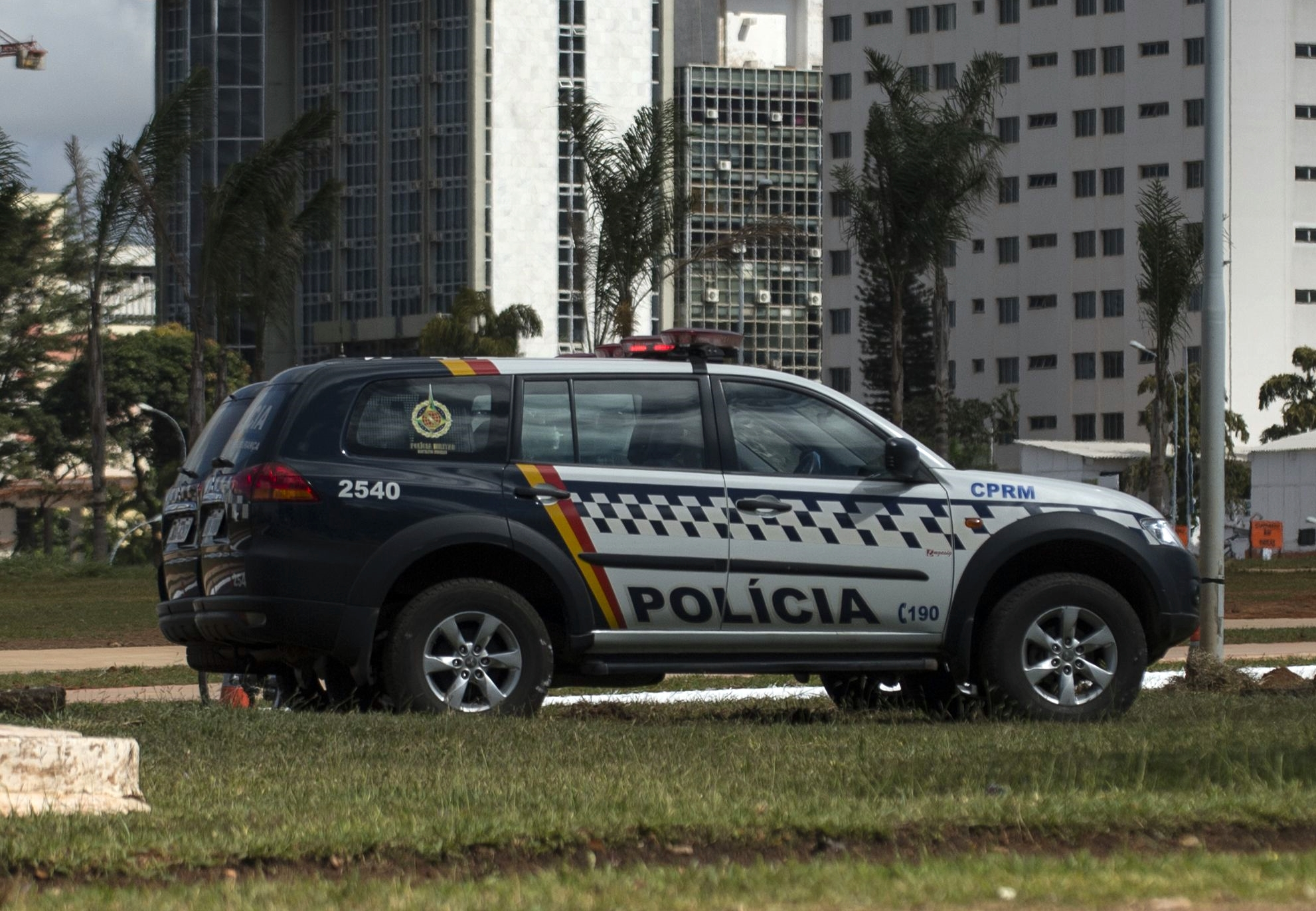
Viatura da Polícia Militar do Distrito Federal.

Nos últimos anos, Brasília (Distrito Federal) apresentou uma considerável redução nos índices de criminalidade , entre os anos de 2012 e 2022, houve uma queda de 67,4% na quantidade de homicídios violentos, o que resulta na unidade federativa com a maior redução dentre o período . Segundo o Atlas da Violência dos Municípios 2024, Brasília passou a ocupar a posição de segunda capital mais segura do Brasil, atrás somente de Florianópolis(SC). 
No ano de 2024, o Distrito Federal apresentou a 3ª menor taxa de homicídio entre as unidades federativas do Brasil , registrando sua menor taxa de homicídios em 48 anos (6,8 por 100 mil habitantes)   .

## Governo
Brasília não possui prefeito e vereadores, pois o artigo 32 da Constituição Federal de 1988 proíbe expressamente que o Distrito Federal seja dividido em municípios, sendo considerado uno.
O Distrito Federal é pessoa jurídica de direito público interno, ente da estrutura político-administrativa do Brasil de natureza sui generis, pois não é nem um estado nem um município, mas sim um ente especial que acumula as competências legislativas reservadas aos estados e aos municípios, conforme dispõe o art. 32, § 1º da CF, o que lhe dá uma natureza híbrida de estado e município.
Historicamente o título do Chefe do Poder Executivo do Distrito Federal era "Prefeito do Distrito Federal", no período histórico que o Distrito Federal era sediado na cidade do Rio de Janeiro (1889-1960), e posteriormente em quase toda a primeira década de Brasília como capital federal (1960-1969). A partir do ano de 1969 o cargo foi renomeado como "Governador do Distrito Federal". Em virtude do caráter diferenciado dado pela Constituição ao Distrito Federal, o Governador do Distrito Federal atua como um misto de governador estadual e prefeito municipal, acumulando as competências executivas de estado e de município.
O poder legislativo do Distrito Federal é representado pela Câmara Legislativa do Distrito Federal, cuja nomenclatura representa uma mescla de assembleia legislativa (poder legislativo das demais unidades da federação) e de câmara municipal (legislativo dos municípios). A Câmara Legislativa é formada por 24 deputados distritais.
O poder judiciário que atende ao Distrito Federal também atende a territórios federais. O Brasil não possui territórios atualmente, portanto, o Tribunal de Justiça do Distrito Federal e dos Territórios só atende ao Distrito Federal.

### Definição territorial e administrativa
No Brasil, por definição legal, "cidade" é a sede de um "município". A partir do Estado Novo, pelo decreto-lei nº 311, todas as sedes dos municípios passaram a ser cidades, sendo que, até então, as menores sedes de municípios eram denominadas "vilas". No Distrito Federal, porém, são chamados de cidades os diversos núcleos urbanos, sendo o principal deles a região administrativa de Brasília, que por sua vez também se confunde com a ideia do Plano Piloto. A rigor, os outros núcleos estão mais para bairros distantes da capital do país do que para cidades distintas, pois a Constituição do Brasil veda expressamente a divisão do Distrito Federal em municípios. Brasília é constituída por toda a área urbana do Distrito Federal e não apenas a parte tombada pela Organização das Nações Unidas para a Educação, a Ciência e a Cultura (UNESCO) ou a região administrativa central, pois a cidade é polinucleada, constituída por várias regiões administrativas, de modo que as regiões afastadas estão articuladas às centrais.
Há quem argumente que por todo o Brasil há regiões metropolitanas, onde cidades afastadas acabam articuladas em relação às cidades principais, sem que deixem por isso de ser consideradas cidades. A diferença é que elas são sedes de município. Apesar disso, outros núcleos urbanos do Distrito Federal, hoje chamados regiões administrativas, sempre foram conhecidos por cidades-satélites. Alguns, atualmente, entendem como Brasília apenas a região administrativa de Brasília (formada por parte do Plano Piloto e pelo Parque Nacional de Brasília), e não todo o Distrito Federal. Contudo, alguns destes núcleos urbanos, como Planaltina e Brazlândia, são mais antigos do que a própria Brasília. Planaltina já existia como município de Goiás, antes de perder parte de seu território para o Distrito Federal. Por outro lado, a lei de organização do Distrito Federal é uma lei orgânica, típica de municípios e não uma constituição, como ocorre nos estados da federação brasileira, embora esta lei orgânica regule tanto matérias típicas de leis orgânicas municipais quanto de constituições estaduais. As regiões administrativas do Distrito Federal não dispõem de autonomia administrativa, a administração regional é comandada por um administrador regional, que é indicado pelo governador do Distrito Federal. Apesar de existirem projetos da CLDF com o intuito de mudar o processo de escolha, o Ministério Público do Distrito Federal e dos Territórios considerou as tentativas de mudança como inconstitucionais, pois tratariam de matérias cuja competência legislativa é do Executivo. Órgãos oficiais de pesquisa, como o IBGE, o Dieese e o IPEA, não distinguem Brasília do Distrito Federal para efeitos de contagem e estatística pois seus dados são sempre elaborados levando-se em conta o município. Como o Distrito Federal não possui municípios, é considerado como um único ente.
O nome "Plano Piloto", originalmente atribuído ao projeto urbanístico da cidade elaborado por Lúcio Costa, passou a designar toda a área construída em decorrência deste plano inicial. Não existe, contudo, um consenso sobre o que seria o "Plano Piloto", bem como sobre a definição de Brasília em si. Segundo o decreto 10 829/87, os limites do Plano Piloto são definidos pelo lago Paranoá, a leste; pelo córrego Vicente Pires, ao sul; pela Estrada Parque Indústria e Abastecimento (EPIA), ao oeste; e pelo córrego Bananal, ao norte. Dessa forma, abrange áreas das regiões administrativas do Cruzeiro, do Sudoeste/Octogonal e da Candangolândia.
A região administrativa do Plano Piloto, denominada de "Região Administrativa I", já recebeu o nome de "Brasília" entre 1960 e 1989, quando passou a se chamar "Plano Piloto". Voltou a ser denominada "Brasília" de 1990 até 1997, quando houve nova alteração do nome para "Plano Piloto". Apesar disso, ainda ocorre de a região ser denominada em documentos oficiais de "Brasília". A região administrativa está formada basicamente pelo projeto urbanístico de Lúcio Costa e pelo Parque Nacional de Brasília. Ela é dividida em diferentes setores, como as Asas Sul e Norte, Setor Militar Urbano (SMU), Noroeste, Setor de Indústrias Gráficas (SIG), Granja do Torto, Vila Planalto e Vila Telebrasília. Entre as regiões que já fizeram parte da região administrativa, podem-se citar o Cruzeiro, desmembrado em 1989; os Lagos Norte e Sul, que se tornaram regiões administrativas separadas em 1994; e o Sudoeste/Octogonal, criado como região administrativa em 2003.

### Cidades-irmãs
Brasília conta com pelo menos 24 cidades-irmãs, entre elas:
- Abergement-la-Ronce, França[111]
- Abuja, Nigéria[112]
- Amsterdã, Países Baixos[112]
- Berlim, Alemanha[112]
- Bogotá, Colômbia[112]
- Boston, Estados Unidos[112]
- Buenos Aires, Argentina[112]
- Camberra, Austrália[109]
- Chaoyang, distrito de Pequim, China[109]
- Diamantina (MG), Brasil[112]
- Doha, Catar[112]
- Guadalajara, México[111]
- Cidade da Guatemala, Guatemala
- Iaundé, Camarões[113]
- Lima, Peru[112][114]
- Lisboa, Portugal[111][112]
- Luxor, Egito[115]
- Macau, China
- Montevidéu, Uruguai[112]
- Roma, Itália[109][111][112]
- Santiago, Chile[109]
- Viena, Áustria[116]
- Washington, D.C., Estados Unidos[112]
- Xian, China[111][112]

## Economia
Além de ser centro político, Brasília é um importante centro econômico do Brasil, sendo a terceira cidade mais rica do país, exibindo, em 2020, um Produto Interno Bruto (PIB) de R$ 265,847 bilhões, 8° maior do país quando Brasília é considerada como estado e 3° como município, sendo a área urbana de maior índice de renda per capita do Brasil, de R$ 87,016.
Segundo pesquisa da consultoria Mercer sobre o custo de vida para funcionários estrangeiros, Brasília estava colocada na posição 33 entre as cidades mais caras do mundo em 2011, subindo da posição 70 em 2010. Superada no Brasil em 2011 somente pelas cidades de São Paulo (10) e Rio de Janeiro (12), Brasília entra na classificação logo depois de Nova Iorque (32), a cidade mais cara dos Estados Unidos.
A principal atividade econômica da capital federal resulta de sua função administrativa. Por isso seu planejamento industrial é estudado com muito cuidado pelo Governo do Distrito Federal. Por ser uma cidade tombada pelo IPHAN e que recebeu o Título de Patrimônio Cultural da Humanidade pela Unesco a ocupação do território do Distrito Federal tem características diferenciadas para preservação da cidade. Assim, o Governo do Distrito Federal tem optado por incentivar o desenvolvimento de indústrias não poluentes como a de software, cinema, vídeo, gemologia, entre outras, com ênfase na preservação ambiental e na manutenção do equilíbrio ecológico, preservando o patrimônio da cidade. A indústria chegou a representar 4,2% do PIB em 2018.
No Índice de Cidades Empreendedoras 2017 do instituto Endeavor Brasil ficou em 17° lugar dentre as 32 cidades analisadas, destacando-se quanto ao seu ambiente regulatório e acesso ao capital, mas ficando em última posição quanto à cultura empreendedora. Dentre as empresas públicas e privadas com sede em Brasília encontram-se os Correios, EBC, Infraero, Companhia de Saneamento do Distrito Federal, Companhia Energética de Brasília, Metrô-DF, Banco de Brasília e Giraffas.
A economia de Brasília sempre teve como principais bases a construção civil e o varejo. Foi construída em terreno totalmente livre, portanto ainda existem muitos espaços nos quais se pode construir novos edifícios. A cidade foi a região com lançamentos mais caros do Brasil em 2012, segundo o "Anuário do Mercado Imobiliário Brasileiro da Lopes", com 51 empreendimentos lançados, 8 823 unidades e 3,3 bilhões de reais em "Valor Geral de Vendas", sendo o quarto maior mercado imobiliário nacional. As atividades imobiliárias responderam por 7,4% do PIB em 2018.
À medida que a cidade recebe novos moradores, a demanda pelo setor terciário aumenta, motivo pelo qual Brasília tem uma grande quantidade de lojas, com destaque para o Conjunto Nacional, localizado no centro da capital. A agricultura e a avicultura ocupam o menor lugar na economia brasiliense. Um cinturão verde na Região Integrada de Desenvolvimento do Distrito Federal e Entorno abastece a cidade e já exporta alimentos para outros locais.

### Turismo

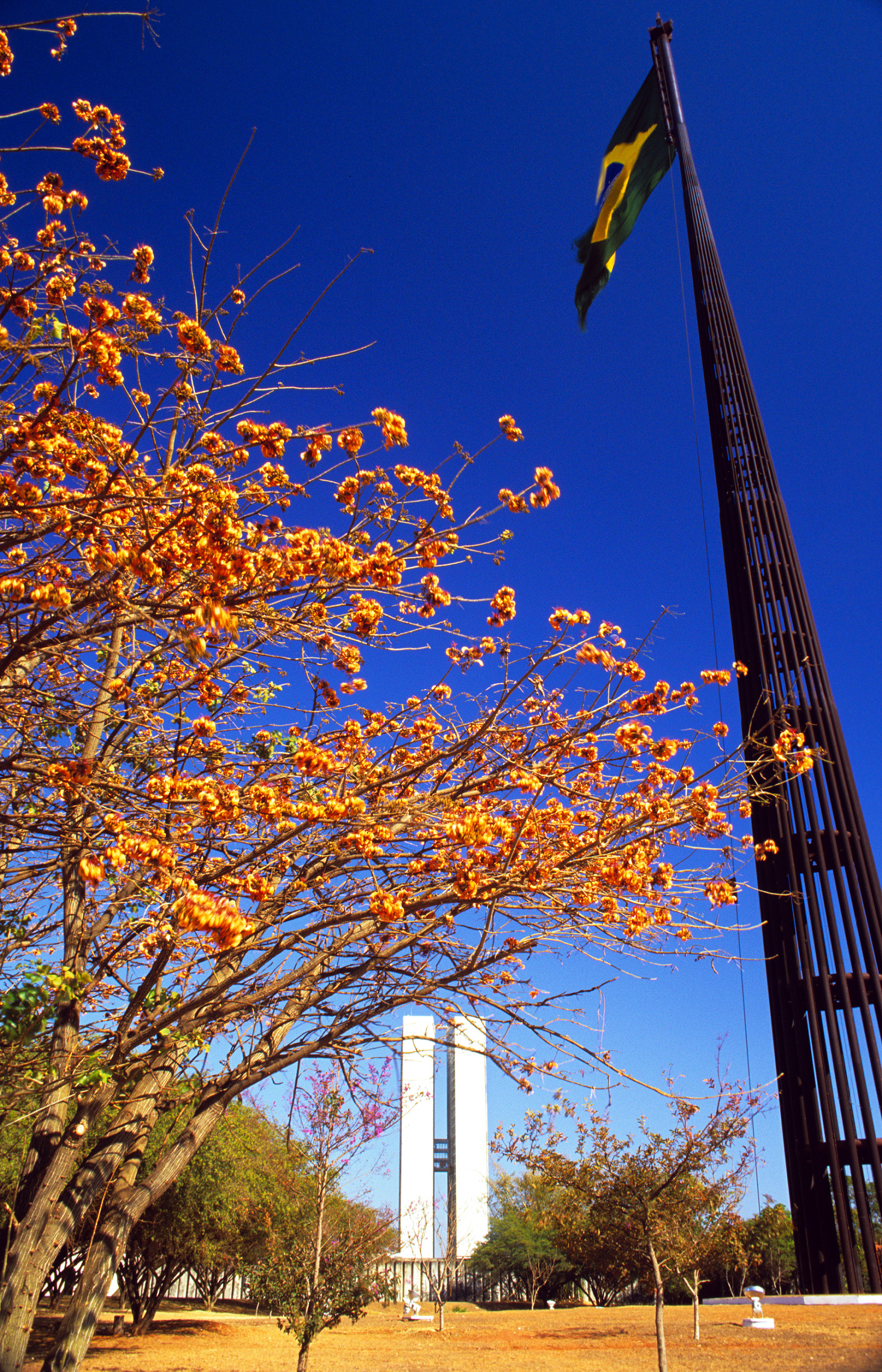
Bandeira brasileira na Praça dos Três Poderes.

Brasília é classificada como Patrimônio Cultural da Humanidade pela Unesco, uma agência da ONU e recebe cerca de um milhão de visitantes anualmente. Entre as suas atrações mais visitadas estão os diversos projetos arquitetônicos de Oscar Niemeyer e Joaquim Cardozo.
O turismo cívico é valorizado por estarem localizados na capital os órgãos governamentais da administração direta e os representantes dos três poderes republicanos. Os principais monumentos da cidade encontram-se no Eixo Monumental: Catedral Militar Rainha da Paz, Praça do Cruzeiro (Memorial da Primeira Missa), Memorial JK, Memorial dos Povos Indígenas, Complexo Poliesportivo Ayrton Senna: Ginásio de Esportes Nilson Nelson e Estádio Nacional de Brasília Mané Garrincha; Centro de Convenções Ulysses Guimarães (CCUG), Torre de TV, Teatro Nacional Cláudio Santoro, Complexo Cultural da República João Herculino: Biblioteca Nacional de Brasília Leonel de Moura Brizola (BNB), SESI Lab e Museu Nacional Honestino Guimarães; Catedral Metropolitana de Brasília Nossa Senhora Aparecida, Esplanada dos Ministérios, Palácio da Justiça, Palácio Itamaraty, Praça dos Três Poderes: Congresso Nacional, sede do Poder Legislativo brasileiro, Palácio do Planalto, sede do Poder Executivo brasileiro, Supremo Tribunal Federal (STF), sede do Poder Judiciário brasileiro e o Panteão da Pátria e da Liberdade Tancredo Neves. Entre outros monumentos estão o Palácio da Alvorada, residência oficial da Presidência da República (no Setor Palácio Presidencial - SPP), o Catetinho (ao longo da EPIA Sul), o Santuário Dom Bosco (na Via W3 Sul), o Museu Vivo da Memória Candanga (no Núcleo Bandeirante) e a Ponte Juscelino Kubitschek, mais conhecida como Ponte JK ou "terceira ponte", premiada internacionalmente (no Lago Paranoá, entre o Setor de Clubes Esportivos Sul (SCES), na Asa Sul, e o Setor de Habitações Individuais Sul (SHIS), no Lago Sul).

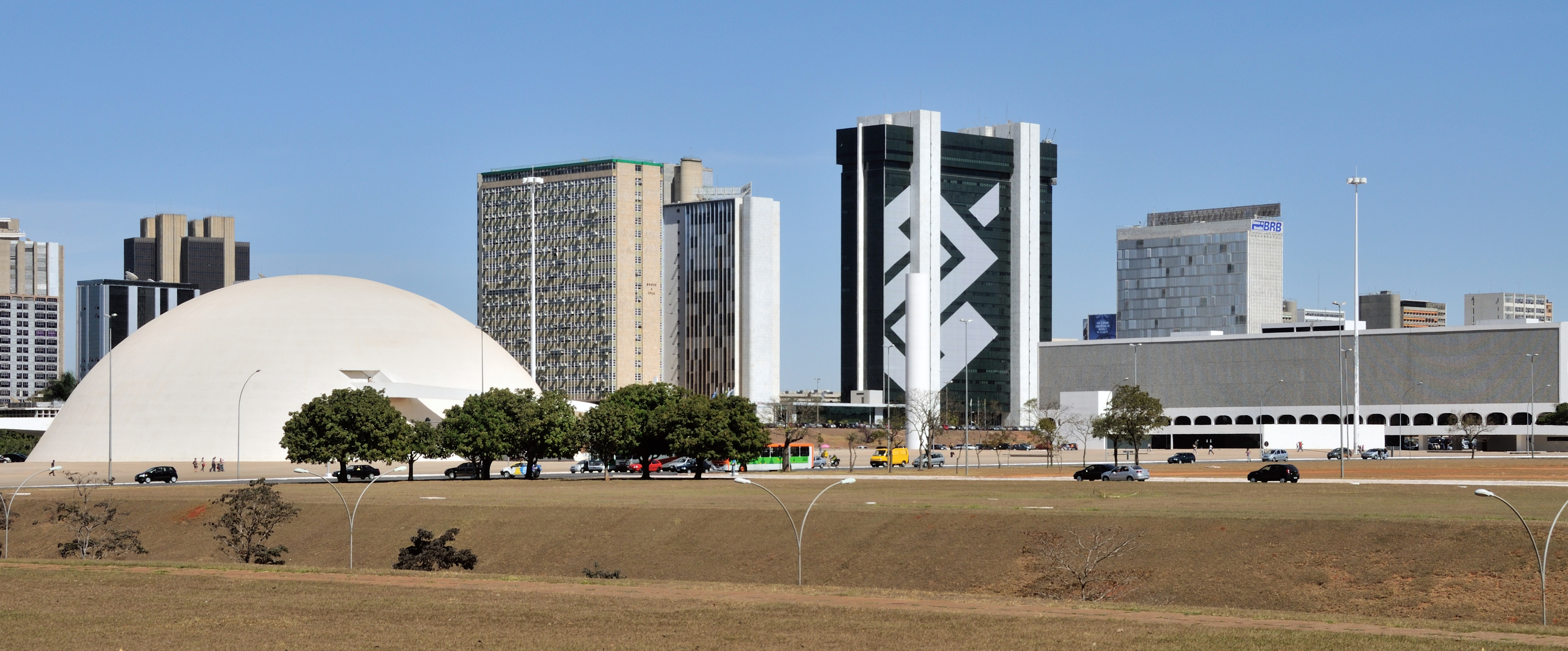
Complexo Cultural da República.

Brasília ainda é conhecida por suas comunidades espiritualistas (como o Vale do Amanhecer, em Planaltina, a Cidade Eclética e a Cidade da Paz) localizadas nos seus arredores e também por modernistas templos religiosos, como o Templo da Boa Vontade da LBV.
A cidade oferece também ecoturismo por estar localizada a mais de mil metros acima do nível do mar, no imenso platô do Planalto Central, de onde nascem rios de algumas grandes bacias hidrográficas brasileiras. A cidade ainda conta com várias áreas verdes, como o Parque da Cidade Dona Sarah Kubitschek, (entre a Asa Sul e o Setor Sudoeste), o Parque Nacional de Brasília, mais conhecido como Água Mineral (entrada pela EPIA Norte), o Parque Olhos D'Água (na Asa Norte - SQNs 412 e 413), o Jardim Botânico de Brasília (JBB) (no Lago Sul), o Jardim Zoológico de Brasília (na Candangolândia) e o Parque Ecológico Burle Marx (entre a Asa Norte e o Setor Noroeste).
O turismo histórico na capital federal não se restringe ao período posterior à fundação, mas também resgata locais e fatos anteriores a 1960, como a Estrada Geral do Sertão, com mais de três mil quilômetros, aberta em 1736 para ligar Salvador até Vila Bela da Santíssima Trindade, antiga capital do Mato Grosso.

## Infraestrutura

### Educação
A educação de Brasília, no período de construção da capital, tinha como propósito se diferenciar da educação no restante do Brasil. Sob os pressupostos do movimento Escola Nova, comandado pelo educador Anísio Teixeira e seguido, em especial, pelo antropólogo Darcy Ribeiro, o qual priorizava o desenvolvimento do intelecto em detrimento da memorização, as escolas primárias foram divididas entre escolas-classe e escolas-parque. Nas primeiras, as crianças passariam quatro horas diárias aprendendo conteúdos, e nas segundas, mais quatro horas praticando atividades extracurriculares: artes e esportes, por exemplo.
O fator educação do Índice de Desenvolvimento Humano de Brasília em 2020 atingiu a marca de 0,804 – patamar consideravelmente alto, em conformidade aos padrões do Programa das Nações Unidas para o Desenvolvimento (PNUD) – ao passo que a taxa de alfabetização da população acima dos dez anos indicada pelo último censo demográfico foi de 96,7%, acima da média nacional (91%).
Brasília tem um sistema de ensino primário e secundário, público e privado, e uma variedade de escolas técnicas. Em 2009, havia, na cidade, 833 estabelecimentos de ensino fundamental, 622 unidades pré-escolares, 187 escolas de nível médio e mais algumas instituições de nível superior. No total, foram 418 913 matrículas e 16 785 docentes registrados em 2009. No ensino superior, destacam-se importantes universidades públicas e privadas. Dentre as principais instituições de ensino superior da cidade, estão a Universidade de Brasília (UnB), Instituto Federal de Brasília (IFB), Universidade Católica de Brasília (UCB), Centro Universitário de Brasília (UniCEUB), Instituto de Educação Superior de Brasília (IESB) e União Pioneira da Integração Social (UPIS).
Há uma concentração extrema de instituições de ensino superior no Plano Piloto. Em 2006, foi instalado um novo campus da Universidade de Brasília em Planaltina. Existem também campi da UnB nas regiões administrativas de Ceilândia e Gama. O número de bibliotecas não é proporcional ao tamanho da população na área central. As principais bibliotecas públicas do Distrito Federal se localizam no Plano Piloto, como a Biblioteca da Universidade de Brasília, a Biblioteca da Câmara e do Senado, a Biblioteca Demonstrativa de Brasília e a Biblioteca Nacional Leonel de Moura Brizola, também conhecida como Biblioteca Nacional de Brasília, inaugurada em 2006.
Quanto ao Índice de Desenvolvimento da Educação Básica (IDEB) de 2021, a capital brasileira obteve notas de 6,4 na primeira fase do ensino fundamental (anos iniciais), 5,3 na segunda fase (anos finais) e 4,5 no ensino médio. As escolas públicas tiveram notas inferiores em relação à rede particular. Na classificação geral do Exame Nacional do Ensino Médio (ENEM) de 2014, três escolas da cidade figuraram entre as cem melhores do ranking, sendo os colégios Olimpo, Olimpo de Águas Claras e Ideal, todas particulares, na 26ª, 65ª e 70ª posições, respectivamente.

### Transportes
Brasília, por estar localizada no centro do Brasil, serve como ligação terrestre e aérea para o país. O Aeroporto Internacional Presidente Juscelino Kubitschek é um dos mais movimentados do Brasil por número de passageiros, recebendo mais de 13 milhões de passageiros em 2022 e chegando a ser o segundo mais movimentado do país em 2014. Oito rodovias radiais fazem a ligação da capital federal com outras regiões do Brasil.
Em 2019 a frota do Distrito Federal chegou a mais de 1,8 milhão de veículos, correspondente a uma taxa de motorização de 390 veículos por cada 1 000 habitantes, e esta taxa é ainda maior na área central de Brasília (Plano Piloto, Sudoeste, Lago Sul e Norte). Começaram a surgir inúmeros engarrafamentos na cidade e alguns lugares se tornam intransitáveis nas horas de pico (rush). Os ônibus transportam pouco mais de 14 milhões de passageiros por mês. A atual conjuntura do sistema de transportes do Distrito Federal gera um quadro de pouca mobilidade urbana, com um serviço de ônibus notadamente caro e ineficiente, e uma infraestrutura que privilegia o automóvel particular.
Para tentar amenizar esse quadro, foi construído um metrô, mas devido à sua extensão limitada e ao próprio crescimento da cidade, ele não alterou significativamente o problema de trânsito na cidade e, desde o início da sua construção em 1992, e em 2010, gerava prejuízos da ordem de 7,5 milhões de reais por mês ao governo. Das 29 estações planejadas, 24 estão em funcionamento, ligando o centro do Plano Piloto (rodoviária) ao Guará, Águas Claras, Taguatinga, Ceilândia e Samambaia. O Metrô do Distrito Federal transporta cerca de 150 mil usuários por dia. Em 1 de fevereiro de 2009, entrou em funcionamento a integração dos sistemas de micro-ônibus e metrô, com bilhetes eletrônicos. Ainda está em implementação o projeto Brasília Integrada, que contempla a criação de corredores especiais para ônibus e a integração destes com o metropolitano. Um novo terminal rodoviário interestadual foi inaugurado em julho de 2010, ao lado da Estação Shopping do metrô.
Brasília também mantém ligações ferroviárias com os estados de Goiás, de Minas Gerais e de São Paulo, através do Ramal de Brasília, que se encontra sob controle da Ferrovia Centro-Atlântica (FCA). Pela linha férrea, integrante do Corredor Centro-Oeste, são transportados: combustíveis, grãos e insumos industriais. Entretanto, o transporte de passageiros de longo percurso era realizado pela Rede Ferroviária Federal (RFFSA), originalmente sua administradora, desde a implementação do modal no Distrito Federal, no final da década de 1960. Os trens consistiam em uma ligação interestadual entre a capital federal e a cidade de Campinas, dos quais eram chamados de Bandeirante e suas saídas se davam inicialmente pela Estação Ferroviária Bernardo Sayão e posteriormente pela Rodoferroviária de Brasília, onde permitia-se integrações aos ônibus rodoviários interestaduais. O serviço de passageiros se deu até 1992, quatro anos antes da SR-2 ser concedida à iniciativa privada.
A capital federal é a segunda cidade com maior estrutura cicloviária do Brasil, contando com 633,496 km de ciclovias e ciclofaixas. Brasília e São Paulo foram as cidades brasileiras que mais ampliaram a estrutura para bicicletas nos anos de 2013 e 2014, mas ambas são criticadas por falhas e pela baixa qualidade das vias construídas ou demarcadas.

### Saúde
Segundo informações do Instituto Brasileiro de Geografia e Estatística, Brasília dispunha de um total de 1 756 estabelecimentos de saúde em 2009, sendo 148 públicos e 1 608 privados, os quais dispunham no seu conjunto de 5 294 leitos para internação, sendo que quase 3 700 são públicos. A cidade também conta com atendimento médico ambulatorial em especialidades básicas, atendimento odontológico com dentista e presta serviço ao Sistema Único de Saúde (SUS).
A região administrativa de Brasília possui diversos hospitais públicos, como o Hospital de Base do Distrito Federal (HBDF), o Hospital Regional da Asa Norte (HRAN), o Hospital Regional da Asa Sul (HRAS), da Secretaria de Saúde do Distrito Federal, além do Hospital Universitário de Brasília, da Universidade de Brasília (UnB). Algumas das demais regiões administrativas também possuem hospitais públicos da Secretaria de Saúde do Distrito Federal, em um total de 12. O sistema de saúde pública da capital recebe diferentes reclamações e críticas (como é comum no Brasil), principalmente por casos de mau atendimento, desigualdade entre negros e brancos e ineficiência.
Em abril de 2010 existiam 920 696 mulheres em idade fértil (entre 10 e 49 anos). Brasília contava em dezembro de 2009 com 595 anestesistas, 7 205 auxiliares de enfermagem, 633 cirurgiões gerais, 4 004 cirurgiões dentistas, 1 729 clínicos gerais, 2 745 enfermeiros, 530 farmacêuticos, 841 fisioterapeutas, 278 fonoaudiólogos, 1 371 gineco-obstetras, 146 médicos de família, 439 nutricionistas, 1 275 pediatras, 893 psicólogos, 223 psiquiatras, 465 radiologistas e 2 551 técnicos de enfermagem. Em 2008 foram registrados 44 168 nascidos vivos, sendo que 7,5% nasceram prematuros, 51,6% foram de partos cesáreos e 14,2% foram de mães entre 10 e 19 anos (0,6% entre 10 e 14 anos). A taxa bruta de natalidade era de 17,3 por 100 mil habitantes. No mesmo ano, a taxa de mortalidade infantil era de 11,9 por mil nascidos vivos e a taxa de óbitos era de 4 por mil habitantes.
Quanto a doenças comuns, o Distrito Federal teve 3 147 ocorrências de dengue de janeiro a agosto de 2008, quase duas vezes mais do que o registrado no mesmo período de 2007. Brasília tem uma das maiores taxas de ocorrência de câncer do Brasil. Em 2005, o Distrito Federal foi o recordista nacional de mortes de mulheres por câncer de mama, e os novos casos não diminuíram no ano seguinte.

## Cultura
Em Barcelona, Espanha, no dia 12 de dezembro de 2007, o Bureau Internacional de Capitais Culturais nomeou Brasília como a Capital Americana da Cultura para o ano de 2008, sucedendo Cusco. O Bureau promoveu uma votação popular que elegeu as sete maravilhas do Patrimônio Cultural Material de Brasília: a Catedral, o Congresso Nacional, o Palácio da Alvorada, o Palácio do Planalto, o Templo da Boa Vontade, o Santuário Dom Bosco e a Ponte JK. Em 2017 Brasília se tornou uma das cidades criativas do design da UNESCO.
Brasília também realiza diversos eventos anualmente. No campo da moda, acontece a Capital Fashion Week, evento que segue o exemplo do São Paulo Fashion Week e tenta divulgar nacionalmente as marcas e modelos de Brasília e da Região Centro-Oeste. O carnaval é marcado atualmente pelos desfiles de escolas de samba e blocos, sendo notadamente influenciado pelo carnaval do Rio de Janeiro. Em Ceilândia, existe o Ceilambódromo onde se pode assistir ao desfile. Entre as escolas de samba da cidade estão a ARUC e Acadêmicos da Asa Norte.
Na produção local de cinema, destaca-se o diretor Afonso Brazza, que se tornou cult graças a seus filmes policiais de baixo orçamento. Outro cineasta radicado na capital e muito conhecido não só na cidade mas em todo país é o documentarista Vladimir Carvalho, professor de cinema da Universidade de Brasília, que produziu 21 filmes documentários, parte deles sobre a própria história e realidades sociocultural e política do Distrito Federal e de Goiás. Anualmente acontece o Festival de Brasília do Cinema Brasileiro, realizado desde 1965, quando se chamava Semana do Cinema Brasileiro. Firmou-se como um dos mais tradicionais do Brasil, sendo comparável ao Festival do Cinema Brasileiro de Gramado, no Rio Grande do Sul, porém sempre preservando a tradição de somente inscrever e premiar filmes brasileiros, princípio que nos momentos mais críticos da história cinematográfica brasileira foi abandonado por Gramado.

### Museus

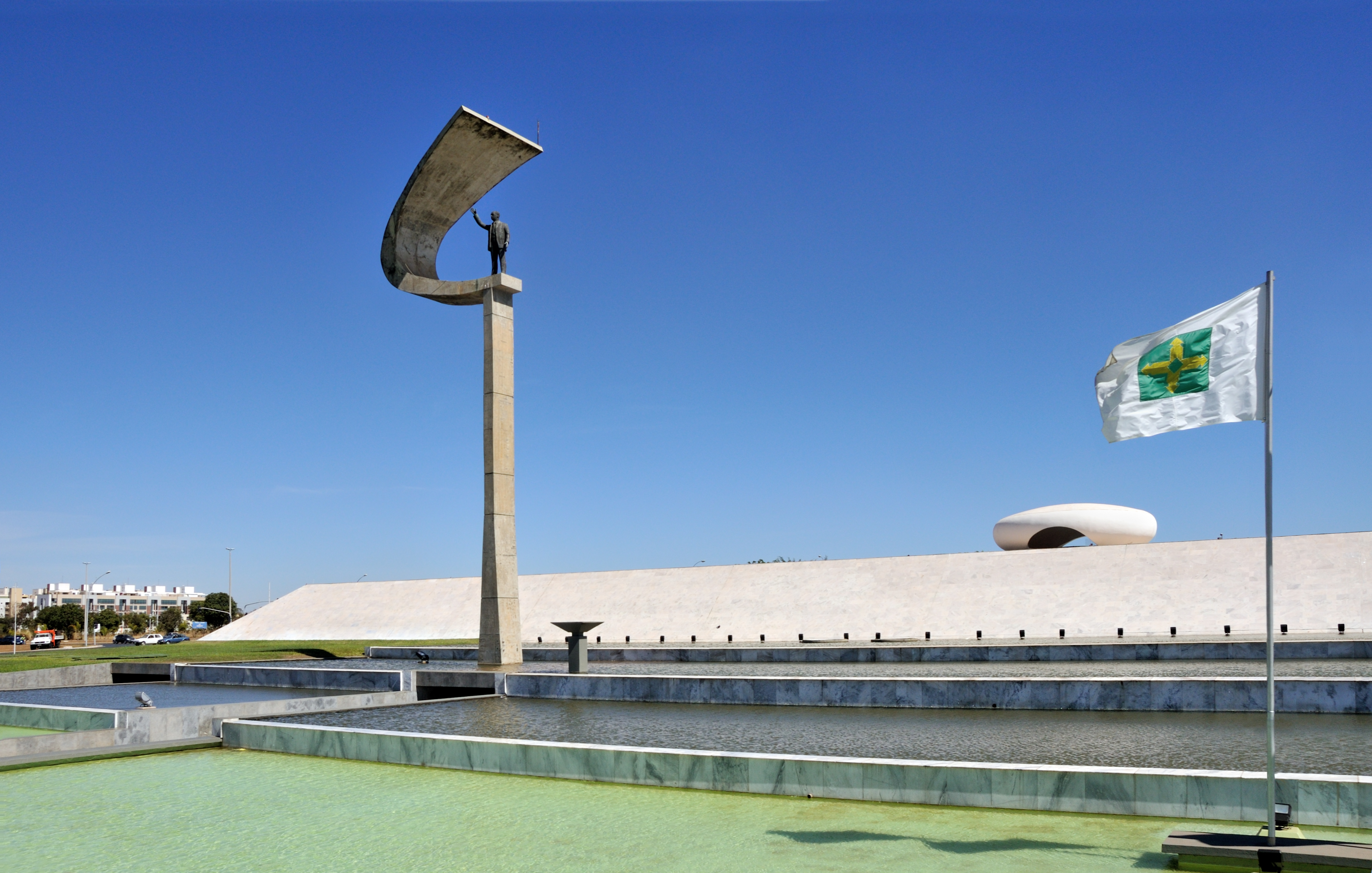
O Memorial JK em outubro de 2014.

Os principais museus de Brasília estão localizados no Eixo Monumental. O Panteão da Pátria e da Liberdade Tancredo Neves, projetado por Oscar Niemeyer em forma de pomba e inaugurado em 1986 traz o "Livro dos Heróis da Pátria" com a história daqueles que teriam lutado pela união da nação. O Memorial JK apresenta diversos objetos pessoais (fotos, presentes, cartas) e o próprio túmulo do idealizador da cidade. O Memorial dos Povos Indígenas tem como objetivo mostrar um pouco da riqueza das culturas indígenas nacionais.
Em 15 de dezembro de 2006, foi inaugurado o Complexo Cultural da República, um centro cultural localizado ao longo do Eixo Monumental, formado pela Biblioteca Nacional de Brasília e pelo Museu Nacional da República. A Biblioteca Nacional de Brasília ocupa uma área de 14 000 m², contando com salas de leitura e estudo, auditório e uma coleção de mais de 300 000 itens. O Museu Nacional da República é constituído por uma área de 14 500 m², dois auditórios com capacidade de 780 lugares e um laboratório. O espaço é usado principalmente para exibir exposições de arte temporárias.
Fora do Eixo Monumental, existe ainda o Museu de Arte de Brasília que conta com exposição permanente voltada para a arte moderna e o Museu de Valores do Banco Central. No Setor de Diversões Norte, em forma de uma grande pirâmide irregular, está localizado o principal teatro da cidade, o Teatro Nacional Cláudio Santoro, com três salas, nomeadas em homenagem a Villa-Lobos, Martins Pena e Alberto Nepomuceno.

### Patrimônio urbanístico e arquitetônico
O projeto urbanístico de Brasília foi projetado por Lúcio Costa, vencedor do concurso de 1957 para o plano da Nova Capital, e teve sua forma inspirada pelo sinal da cruz. No entanto, o formato da área é popularmente comparado ao de um avião. Na extremidade noroeste do Eixo Monumental estão os edifícios regionais, enquanto no extremo sudeste, perto da costa do Lago Paranoá, estão os edifícios do governo federal, em torno da Praça dos Três Poderes, o coração conceitual de Brasília. A cidade é dividida em setores temáticos, como o de Habitações Coletivas, Comercial, Hospitalar, Hoteleiro, Cultural e de Diversões.
Lúcio Costa projetou o Eixo Monumental como uma área aberta no centro da cidade onde se situa a Esplanada dos Ministérios. O gramado retangular da área é cercado por duas amplas vias expressas, que formam a principal avenida da cidade, onde muitos edifícios públicos, monumentos e memoriais estão localizados. Este é o corpo principal do "avião" que forma a cidade. O Eixo Monumental assemelha-se ao National Mall, em Washington, D.C., e é a via pública mais larga do mundo, com 250 metros de largura. A Praça dos Três Poderes é um amplo espaço aberto entre os três edifícios monumentais que representam os três poderes da República: o Palácio do Planalto (Executivo), o Supremo Tribunal Federal (Judiciário) e o Congresso Nacional (Legislativo). Como em quase todos os logradouros de Brasília, a parte urbanística foi idealizada por Lúcio Costa e as construções foram concebidas por Oscar Niemeyer com projetos estruturais de Joaquim Cardozo.
Conjuntos habitacionais de em padrão modernista foram construídos pelo governo no Plano Piloto. As zonas residenciais da cidade são organizados em "superquadras", que são grupos de edifícios de apartamentos, juntamente com uma determinada quantidade e tipo de escolas, lojas e espaços abertos. Após o Lago Paranoá, separado do centro da cidade, foram construídos setores habitacionais, não previstos no projeto original, que hoje contam com casas de alto padrão. Originalmente, os planejadores da cidade imaginaram extensas áreas públicas ao longo das margens do lago artificial, mas durante o desenvolvimento inicial da capital, clubes privados, hotéis e residências de luxo ocuparam a área em torno da água.
Separadas do Plano Piloto estão as suburbanas cidades-satélites, que incluem Gama, Ceilândia, Taguatinga, Samambaia, Núcleo Bandeirante, Sobradinho e Planaltina. Estas cidades, com exceção de Gama e Sobradinho, não foram planejados e desenvolveram-se naturalmente. A capital do Brasil é a única cidade do mundo construída no século XX para ser premiado (em 1987) o status de Patrimônio Histórico e Cultural da Humanidade pela UNESCO, uma agência da ONU.
O Palácio da Alvorada, o Palácio do Planalto, a Catedral Metropolitana, tal como a maioria dos edifícios oficiais na cidade, foram projetados por Oscar Niemeyer e Joaquim Cardozo seguindo o estilo da arquitetura moderna brasileira. Vistas desde o Eixo Monumental, a calota à esquerda do edifício do Congresso Nacional do Brasil é a sede do Senado e a da direita é a sede da Câmara dos Deputados. Entre eles há duas torres de escritórios. O Congresso também ocupa outros edifícios no entorno, alguns deles interligados por um túnel. Na frente do prédio, há um grande gramado e um lago, enquanto do outro lado do edifício está a Praça dos Três Poderes. O paisagista brasileiro Roberto Burle Marx projetou os jardins modernistas de alguns dos principais edifícios da cidade.
A Ponte Juscelino Kubitschek serve como ligação entre o Lago Sul, Paranoá e São Sebastião e a parte central do Plano Piloto, através do Eixo Monumental, atravessando o Lago Paranoá. Inaugurada em 15 de dezembro de 2002, a estrutura da ponte tem um comprimento de travessia total de 1 200 metros, largura de 24 metros com duas pistas, cada uma com três faixas de rolamento, duas passarelas nas laterais para uso de ciclistas e pedestres e comprimento total dos vãos de 720 metros. Ela foi projetada pelo arquiteto Alexandre Chan e estruturada pelo engenheiro Mário Vila Verde. Chan ganhou a Medalha Gustav Lindenthal por este projeto. A ponte é constituída por três arcos de aço assimétricos de 60 metros de altura que se cruzam em diagonal. Foi concluída a um custo de US$ 56,8 milhões.

### Música
No final dos anos 1970, predominavam os ritmos regionais como o forró e a música sertaneja; nessa época, despontava no grupo Secos e Molhados o cantor Ney Matogrosso, que fora profissional da área de saúde na capital federal. No começo dos anos 1980, surgiram várias bandas de rock vindas de Brasília que despontaram no cenário nacional, como Legião Urbana, Capital Inicial e Plebe Rude, todas com influência punk. Ao mesmo tempo, um carioca criado em Minas Gerais, Oswaldo Montenegro, tornava-se conhecido na cidade, montando espetáculos de cujo elenco fazia parte Cássia Eller.
Ainda na década de 1980 surgiram, paralelamente ao cenário rock, o reggae de Renato Matos e outros movimentos culturais que criaram o Projeto Cabeças, de onde surgiram vários artistas de Brasília. Na década seguinte, despontaram o hardcore dos Raimundos e o reggae do Natiruts. Alguns músicos e cantores que moraram em Brasília durante esse período foram Ney Matogrosso, Zélia Duncan e membros da Legião Urbana e dos Paralamas do Sucesso.
Atualmente, Brasília conta com o Festival Porão do Rock, que tenta revelar novas bandas no cenário nacional. Este evento, lançado em 1998 na Concha Acústica a partir de um grupo de músicos que se reunia no subsolo de um prédio comercial em uma das quadras da Asa Norte, ganhou, em 2000, sua primeira versão em maior escala no estacionamento do Estádio Mané Garrincha, onde é realizado desde então. Também é realizado na cidade, anualmente, o Brasília Music Festival. Mais recentemente, o choro vem ganhando adeptos em Brasília, resultando na criação de clubes de choro, como o Clube de Choro de Brasília. Brasília também tem se firmado no hip hop. São originários da cidade os grupos Câmbio Negro, Viela 17, Guind'art 121 e o rapper GOG.

### Esportes

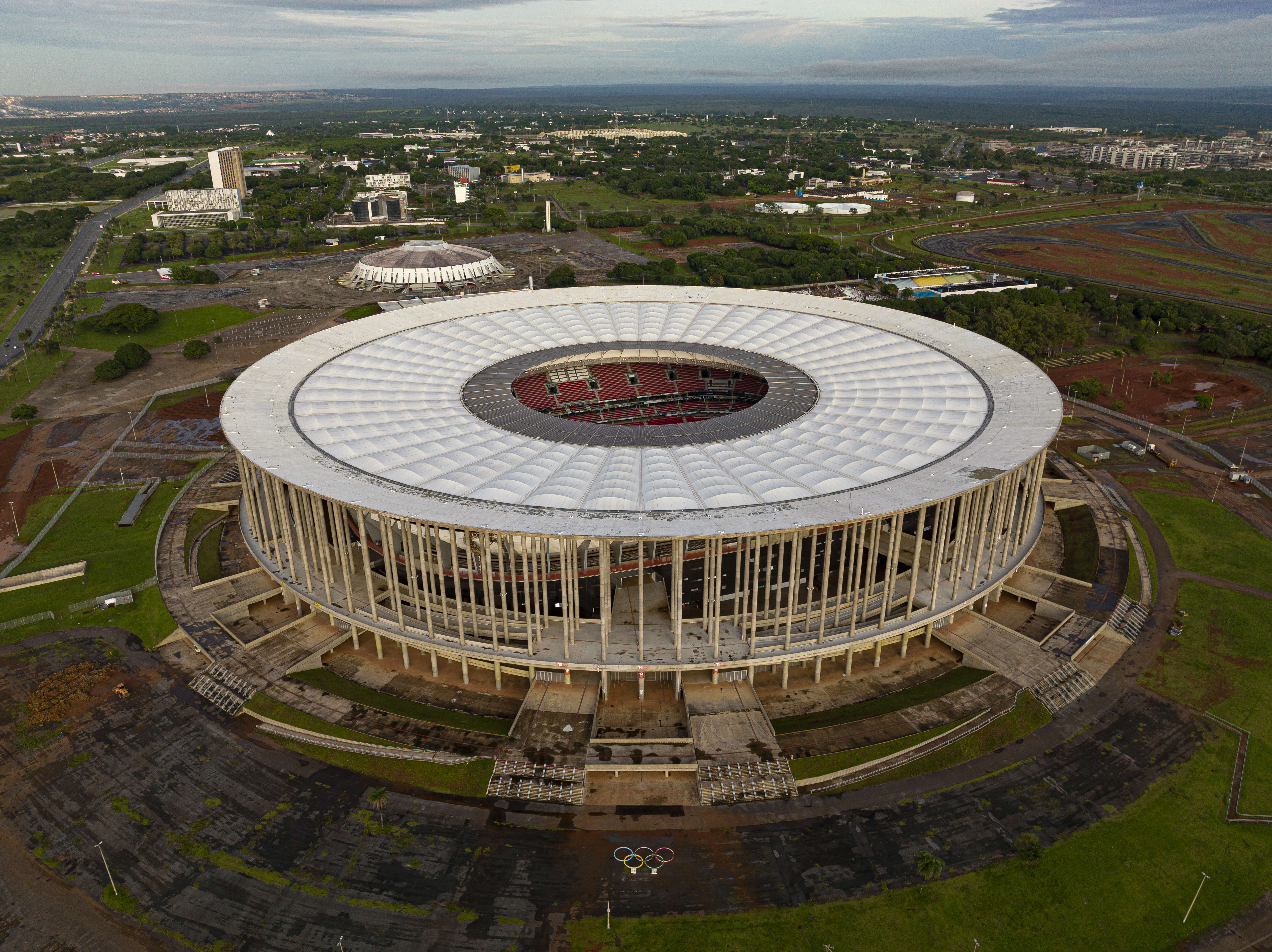
Estádio Nacional de Brasília Mané Garrincha e Ginásio Nilson Nelson (ao fundo)

Brasília possui uma história esportiva relativamente recente e é sede de dois clubes de futebol reconhecidos em âmbito nacional: o Gama e o Brasiliense. O Gama foi fundado em 1975, enquanto o Brasiliense surgiu em 2000. Ambas equipes já participaram da primeira divisão do Campeonato Brasileiro e conquistaram títulos na segunda divisão. Um destaque notável para o Brasiliense é o fato de ter sido vice-campeão da Copa do Brasil em 2002, marcando o melhor desempenho de um clube do Distrito Federal nesta competição.
Brasília é berço de diversos jogadores de futebol notáveis, entre os quais se destacam Lúcio, que obteve êxito em diversas competições, incluindo a Liga dos Campeões da UEFA e a Copa do Mundo FIFA, e Kaká, também um multicampeão que conquistou a Copa do Mundo FIFA, a Liga dos Campeões da UEFA e foi eleito Melhor Jogador do Mundo pela FIFA e venceu a Bola de Ouro, sendo o último jogador brasileiro a alcançar esse feito.
No futebol feminino, diversas atletas provenientes do Distrito Federal se destacam, como Vic Albuquerque, que iniciou na ASCOOP do Gama e joga no Corinthians e na Seleção Brasileira desde 2019. Nycole Raysla, com passagens pelo Ceilândia e pelo CRESPOM, é atualmente atleta do Benfica de Portugal. Tainara Silva, nascida em Brasília, jogou no Bordeaux (França) e atua pelo Bayern de Munique (Alemanha).[carece de fontes?] Catarina Macario iniciou sua carreira em Brasília e agora joga no Chelsea (Inglaterra), sendo a primeira atleta naturalizada a defender a seleção principal dos Estados Unidos. Camilla Orlando, além de jogadora profissional, tornou-se técnica campeã da série A2 nacional (2021) e dirigiu a seleção feminina dos Emirados Árabes Unidos.
Quatro clubes da cidade competem nas principais divisões do país: Real Brasília (Série A1), Minas Brasília e Cresspom (A2), e Capital (A3). No cenário de base, Minas e Real participaram da Copa São Paulo de Futebol Júnior, torneio criado para espelhar o sucesso de sua versão masculina.
Os principais estádios de futebol na região incluem o Estádio Nacional de Brasília Mané Garrincha, o Estádio Elmo Serejo Farias (Serejão) e o Estádio Walmir Campelo Bezerra (Bezerrão). Antigamente, o Estádio Edson Arantes do Nascimento (Pelezão) era o principal estádio da cidade, mas foi abandonado e demolido em 2009. Vale destacar que o estádio foi nomeado em homenagem a Pelé, o Rei do Futebol, e foi onde ele marcou seu primeiro gol em Brasília.

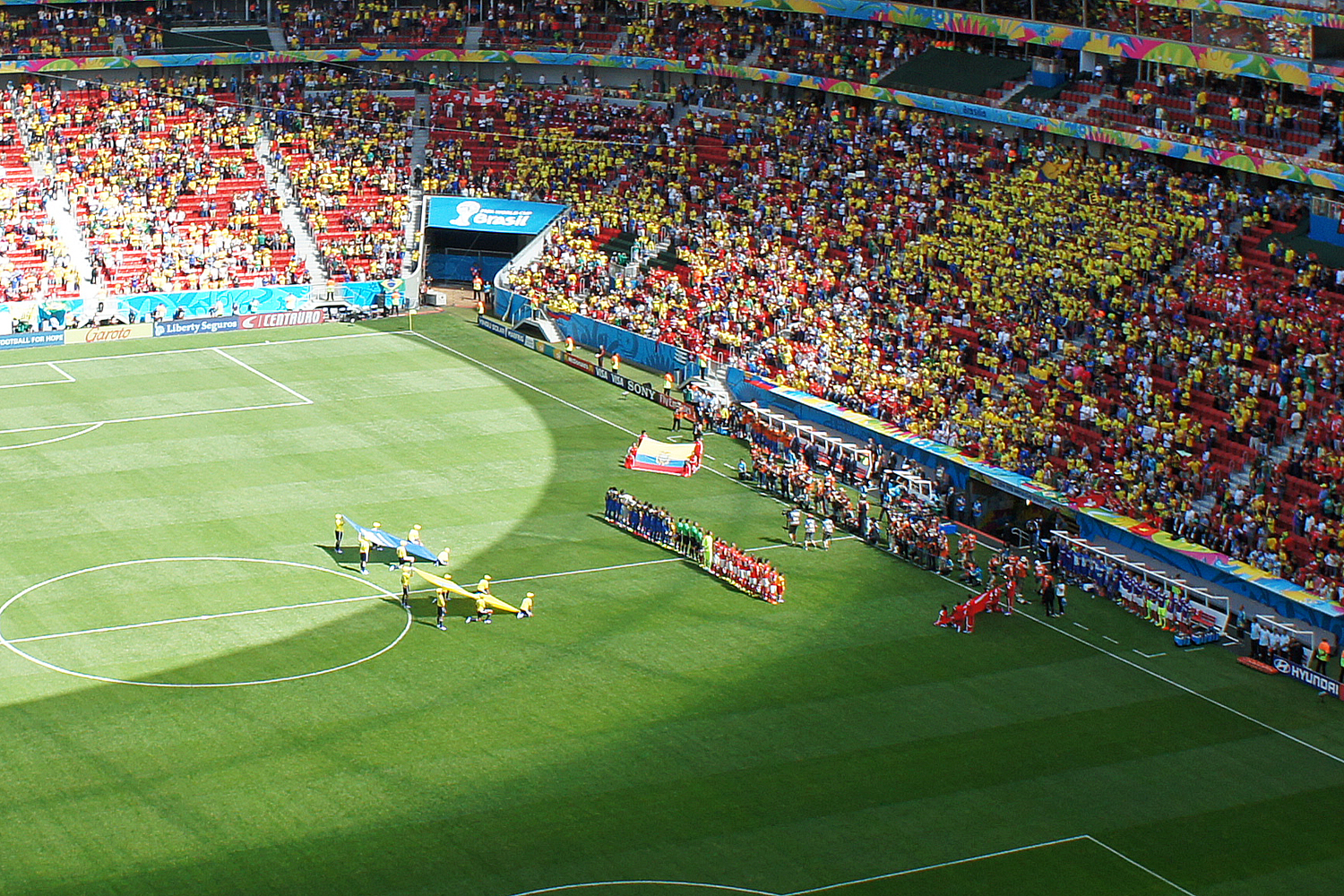
Primeiro jogo no Mané Garrincha da Copa do Mundo FIFA de 2014, Suíça vs. Equador.

Brasília desempenhou um papel importante como cidade-sede durante eventos esportivos internacionais. Em 2013, a cidade foi uma das seis cidades-sede dos jogos da Copa das Confederações e sediou a partida de abertura. Em 2014, Brasília foi uma das doze cidades anfitriãs da Copa do Mundo, com os jogos sendo realizados no Estádio Nacional de Brasília Mané Garrincha. Inicialmente, a FIFA havia vetado o nome "Mané Garrincha" para as partidas da Copa das Confederações e da Copa do Mundo, mas devido à pressão popular, a entidade reconsiderou e oficialmente reconheceu o estádio como Estádio Nacional de Brasília Mané Garrincha.
Durante a Copa do Mundo FIFA de 2014, sete jogos foram disputados em Brasília, atraindo algumas das maiores estrelas do futebol mundial, incluindo Lionel Messi e Cristiano Ronaldo, que são considerados os maiores jogadores do século XXI, e Neymar, sendo a única sede que recebeu a presença dos três craques. Além disso, Brasília recebeu a Seleção Brasileira em duas ocasiões.

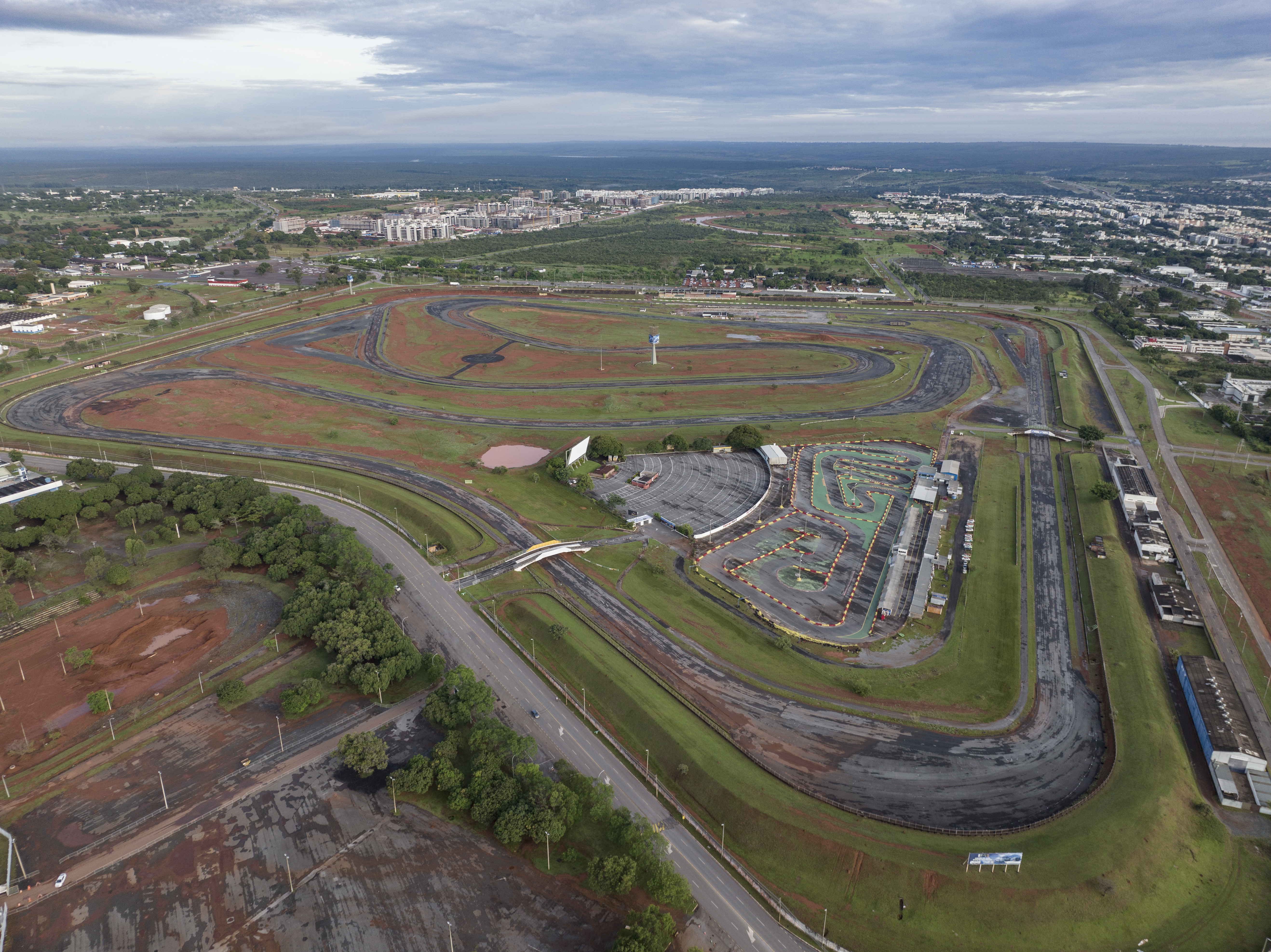
Autódromo Internacional de Brasília Nelson Piquet

O Estádio Nacional de Brasília Mané Garrincha está localizado no Complexo Poliesportivo Ayrton Senna, um dos maiores complexos poliesportivos do Brasil. Este complexo também abriga o Ginásio Nilson Nelson, o Autódromo Internacional Nelson Piquet e outras instalações esportivas.
Por ser uma cidade localizada em altitude superior a mil metros do nível do mar, Brasília tem revelado atletas de alto nível, corredores de fundo e meio fundo como: Joaquim Cruz e Hudson de Souza (800 e 1500 m rasos); Carmem de Oliveira e Lucélia Peres (5 000, 10 000 e maratona); Valdenor Pereira dos Santos (5000 e 10 000 m); Marilson Gomes dos Santos (5000, 10 000, meia-maratona e maratona). No tênis, o principal torneio é o Aberto de Brasília.
No Basquete, o Lobos Brasília foi durante anos o principal representante de Brasília, sendo o segundo maior campeão do Novo Basquete Brasil (NBB), o principal campeonato de basquete do Brasil. Além disso, o Lobos Brasília conquistou o título da FIBA Liga das Américas, o principal campeonato internacional de basquete na América. No entanto, atualmente, o Lobos Brasília encontra-se com suas atividades suspensas devido à falta de investimento financeiro. Atualmente, as equipes representativas de Brasília no NBB são o BRB Brasília Basquete e o Cerrado Basquete.
Brasília demonstrou interesse em sediar importantes eventos esportivos ao longo de sua história. A Capital Federal candidatou-se para receber os Jogos Olímpicos de 2000, mas posteriormente retirou sua candidatura. Além disso, concorreu para sediar a Universíada de Verão de 2017, porém perdeu para Taipé, em Taiwan.
Em outro momento, Brasília foi escolhida como sede da Universíada de Verão de 2019, depois que as duas outras candidatas, Bacu e Budapeste, renunciaram à candidatura poucos dias antes da decisão. No entanto, em 21 de janeiro de 2015, a capital declinou de sediar o evento, alegando limitações financeiras que impediriam sua realização.

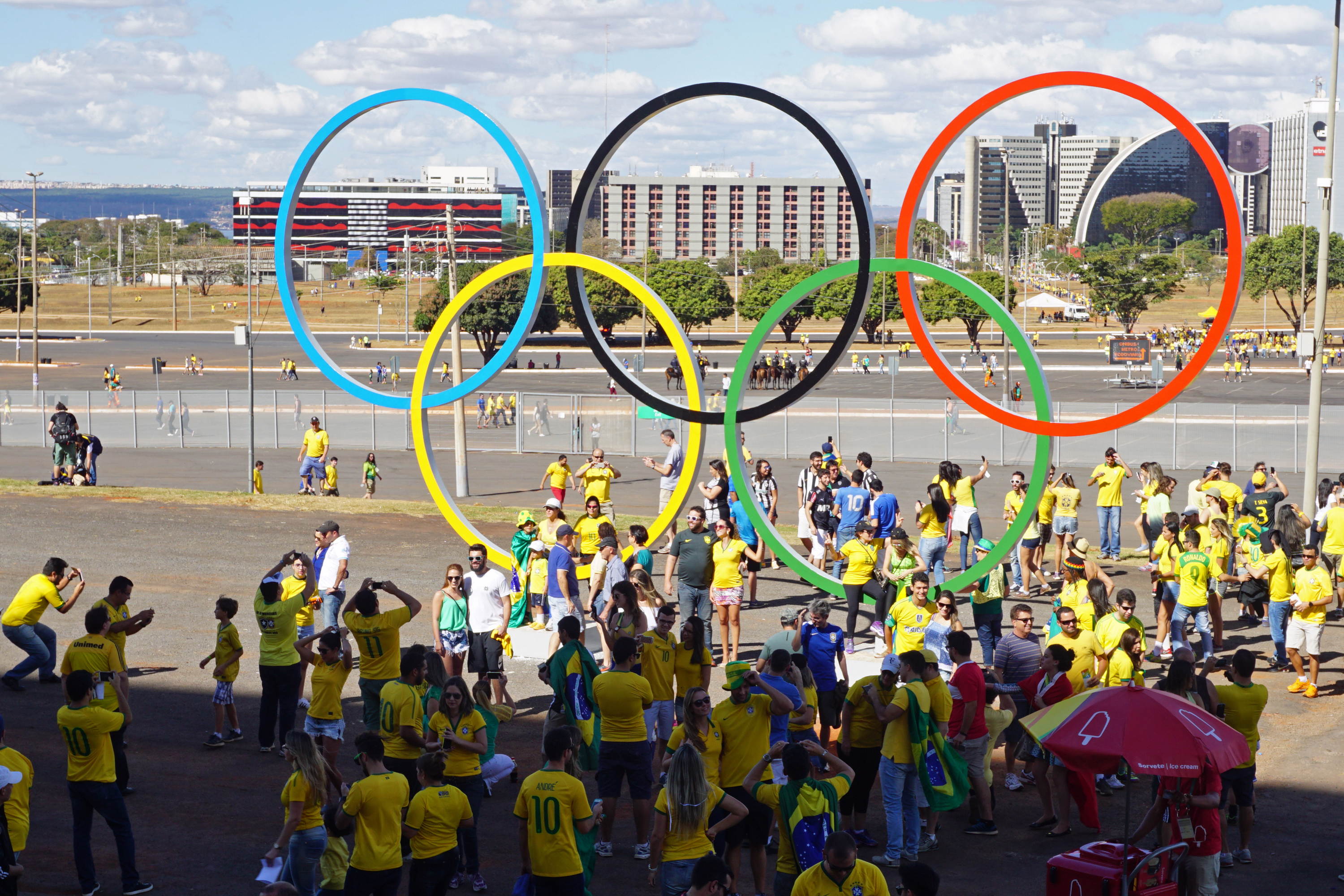
Os anéis olímpicos foram colocados na parte exterior do Estádio Mané Garrincha nos Jogos Olímpicos de 2016

Em 2016, Brasília teve a oportunidade de participar dos Jogos Olímpicos, que ocorreram de 4 a 13 de agosto. Embora a cidade-sede oficial do evento tenha sido o Rio de Janeiro, Brasília foi uma das cidades escolhidas para sediar partidas de futebol, aproveitando os investimentos realizados para a Copa do Mundo FIFA de 2014.
Nesses jogos, a Seleção Brasileira Olímpica fez história ao conquistar sua primeira medalha de ouro no futebol, com sua jornada começando na capital federal. No Estádio Nacional de Brasília Mané Garrincha, foram disputadas 10 partidas, sendo 7 do futebol masculino e 3 do futebol feminino. Um dos momentos notáveis foi a partida de futebol feminino entre os Estados Unidos e a Suécia nas quartas de final, que registrou um marco histórico, marcando a primeira vez em que a Seleção de Futebol Feminino dos Estados Unidos foi eliminada antes da semifinal e ficou fora do pódio na história das Olimpíadas.